# 民主党 (日本 1998-2016)
民主党（みんしゅとう、英語: The Democratic Party of Japan、略称: DPJ）は、かつて存在した日本の政党。民主中道を基本理念としリベラル政治の実現を理念とする政党だった。略称は「民主」。2009年8月の第45回衆議院議員総選挙で政権交代を実現し、2010年5月まで社会民主党と国民新党とともに民社国連立政権（鳩山由紀夫内閣）、および国民新党とともに民国連立政権（菅直人内閣、野田内閣）を組み、形成していた。

## 概説
1998年4月、院内会派「民主友愛太陽国民連合」（民友連）に参加していた旧民主党・民政党・新党友愛・民主改革連合が合流して結成された。法規上は旧民主党以外が解党して合流したという形をとっているものの、旧民主党の議員もいったん全員離党し再度入党、その他人事や要綱、ロゴなどを一新したこともあって、同じ政党名でありながら旧民主党とは区別して扱うことが慣例になっている。また、結党時には保守中道を掲げる旧民政党系と民主リベラルを掲げる旧民主党系が対立した結果、党の基本理念を「民主中道」とすることで落ち着いた。
保守・中道右派を自認する自民党に対して、主に海外メディアからはリベラル・中道左派の政党と位置付けられた。しかし結党・合併の経緯により、自民党などの流れを汲む保守本流・保守中道や旧民社党系の反共色の強い議員も一定数存在し（前者は渡部恒三、松原仁など、後者は河村たかし、西村眞悟など）、左派政党と位置付けられることに否定的な党員・支持者も存在した。なお、2001年に党内左派より「中道左派という概念から社会主義インターナショナルに加盟すべき」という提案がなされたが、当時の代表・鳩山は「左派というのは民主党のコンセンサスではない」と反対し、頓挫した。
2003年9月に自由党が合流（民由合併）。2007年の参議院議員通常選挙で勝利し、2009年の衆院議員総選挙でも大勝して政権を獲得、社民党・国民新党とともに連立与党を形成した。しかし2012年の総選挙で大敗し、再び野党となった。
再び野党に転落した民主党の支持率は低迷し、2016年の維新の党との合流にあたり党名を民進党に改称し、これを以て民主党は結党以来18年の歴史に幕を下ろすことになった。これに伴い、旧民主党から続いた「民主党」の党名も20年で消滅した。しかしながら民進党に改名後も支持率は低迷し、その後民進党は2017年に希望の党との合流騒動を経て、旧・立憲民主党と旧・国民民主党に分裂する。2020年には旧・国民民主党は旧・立憲民主党などと共に新・立憲民主党を結成し、非合流組は新・国民民主党を結成した。

## 歴史

### 前史

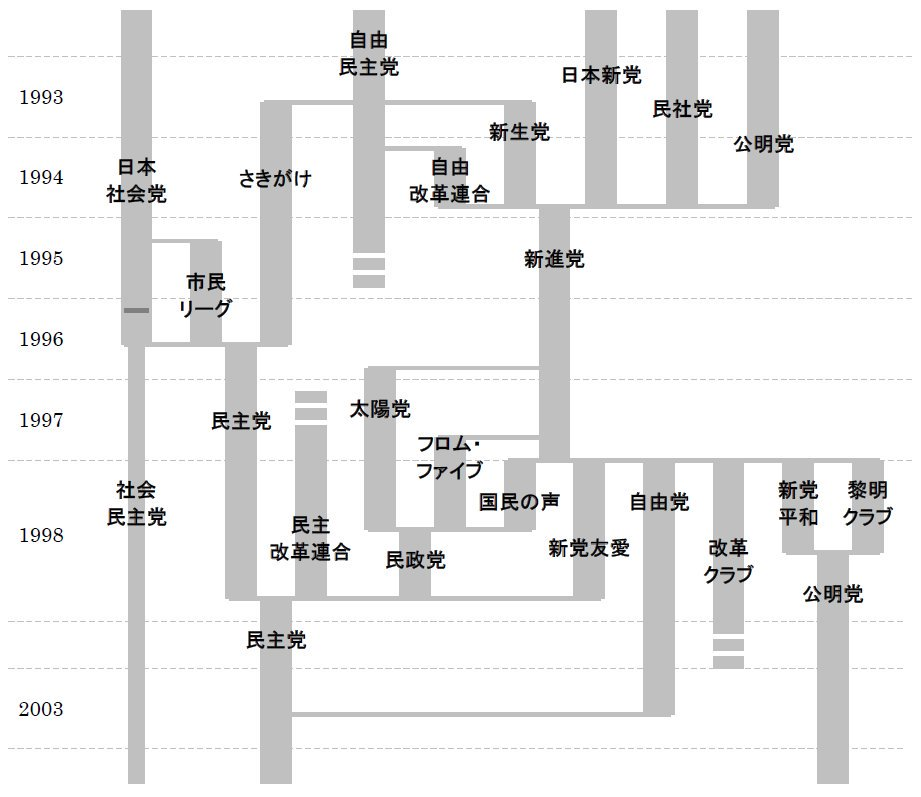
1990年代の政党の離合集散

#### 非自民連立政権
1980年代の後半からリクルート事件などを契機として政治とカネのあり方が問われ始めると、小沢一郎・後藤田正晴らを中心に自民党内の一部で小選挙区制と政党交付金の導入を主張する政治改革の機運が高まっていった。これには政権交代可能な二大政党制を実現させ、中選挙区制によって馴れ合いに陥っていた（小沢談）55年体制を打破するという目的があった。
小選挙区制への移行は短期的には最大政党の自民党に有利なものであったため、野党は一斉にこれに反発した。一方で自民党内でも、将来的に政権から転落する可能性が高まることや特定団体からの組織支援効果が薄まることなどから反対論が相次ぎ、第2次海部内閣では政治改革四法は廃案に追い込まれた。
1993年、宮澤内閣でも法案が否決されるに至って党内の対立は決定的となり、小沢・羽田孜・岡田克也ら改革推進派は内閣不信任案に賛成票を投じて自民党を離党し、新生党を結成した。首相の宮澤喜一は衆議院を解散して第40回衆議院議員総選挙に踏み切るも、自民党は議席数では第一党（223議席）となったが、過半数割れとなり政権から転落。この選挙では枝野幸男・前原誠司・野田佳彦・小沢鋭仁ら、後に民主党の主要メンバーとなる議員が政治改革を訴えて日本新党から多数初当選した。
この選挙の結果、小沢・羽田らは、社会党、公明党、日本新党などの8党派連立による非自民・非共産連立政権の細川内閣を樹立、政治改革四法を成立させた。しかし、その後は政党間による対立が表面化し細川内閣の次の羽田内閣で社会党が政権離脱、約1年でこの連立政権は崩壊した。
また、不信任案には反対した鳩山由紀夫らも新党さきがけを結成し、細川内閣に加わった。翌1994年には新党さきがけは自民党と社会党と連立を組み自社さ政権の村山内閣が成立した。同年、野党に転じた小沢、羽田、岡田らが公明党、民社党などを加えて新進党を結成。この二つの政党の一部に社民党右派議員を加えたものが、後の民主党のおおまかな源流となる。
| 結党を呼びかけた鳩山由紀夫、菅直人 |  | 結党を呼びかけた鳩山由紀夫、菅直人 |
| 結党を呼びかけた鳩山由紀夫、菅直人 |  |                                    |

1996年9月、新党さきがけを離党した鳩山由紀夫、菅直人らと社民党右派議員、ほか鳩山邦夫らが集い、「官僚依存の利権政治との決別」「地域主権社会の実現」を標榜して旧民主党を結党。両院合わせて57名での船出であった。翌月に控えていた第41回衆議院議員総選挙を横ばいの議席で乗り切り、翌1997年には菅が党代表に、鳩山由紀夫が幹事長にそれぞれ就任して党の体制が整えられた。
一方の新進党は同じ総選挙で政権獲得はおろか議席を減らすという敗北を喫していた。党の求心力は急激に衰え、1997年12月、党の再生が困難だと判断した小沢は新進党の解党を宣言。自民党に復党、合流する議員が更に多数出る中、小沢を中心とする自由党にも公明党にも与しない形で野党に留まる勢力があった。
旧民主党は新進党解党後に結成された民政党・新党友愛や民主改革連合と1998年1月に院内会派「民主友愛太陽国民連合」（民友連）を結成し、合流に向けた協議を進めた。

### 野党時代（1998年 - 2009年）

#### 結党
旧民主党の枝野幸男、民政党の岡田克也、新党友愛の川端達夫らが基本理念をまとめる協議にあたり、合意に至った。1998年4月27日、新たに「民主党」が誕生。手続上は他政党が解散し、民主党に合流した形となった。
新民主党は、「行政改革」「地方分権」「政権交代」を掲げ、自民党に代わる政権政党となること、二大政党時代を作り上げることを目指すとした。「生活者」「納税者」「消費者」の代表という立ち位置、「市場万能主義」と「福祉至上主義」の対立概念の否定などを結党時の基本理念に掲げていた。
この年の第18回参議院議員通常選挙では、大型公共事業の抜本的見直しや地方分権の推進などを訴え、10議席増の27議席を獲得した。しかし、当時衆議院で単独過半数の回復に成功していた自民党と比して、この頃の民主党を二大政党の一角と見る動きはまだ少なく、あくまでも最大野党という位置付けが一般的であった。

#### 党勢拡大
1999年9月、代表選挙で菅を破った鳩山由紀夫が代表に就任。
2000年6月の第42回衆議院議員総選挙では、定数削減があったにもかかわらず改選前の95議席を大きく上回る127議席を獲得、二大政党時代の到来を宣言した。とはいえ、自公保政権は引き続き絶対安定多数を維持しており、与党を過半数割れに追い込むという狙いは達せられなかった。この選挙では、現行消費税の年金目的税化、扶養控除の廃止と児童手当の金額倍増などが公約に盛り込まれた。
2001年4月、小泉内閣が公共事業改革や分権改革を推し進める聖域なき構造改革を掲げて発足。これらの改革は民主党の政策と共通するものを含んでいたため、鳩山は小泉に対し「協力することもやぶさかではない」という姿勢も見せ始めるようになる。以後、小沢が代表に就任する2006年までは、改革の速度や手法を競う「対案路線」で与党と対峙することになる。
同年7月の第19回参院選では小泉旋風の前に伸び悩んだものの、4議席増の26議席を獲得し、引き続き党勢を拡大させた。選挙公約には、道路特定財源の一般財源化、天下り禁止法の制定、全てのダム建設の一時凍結などが新たに盛り込まれた。
2002年9月に鳩山は代表に再選されたが、これに関連して中野寛成を幹事長に起用する論功行賞人事が党内の求心力の低下を招き、自由党との統一会派構想の責任を取る形で12月には辞任に追い込まれた。同月、岡田を破った菅が代表に返り咲く。

#### 二大政党化
2003年9月、来る総選挙を前に執行部が自由党との合併に踏み切ることを正式に決断する。枝野ら強硬に反対を唱える声もあったものの、役員・要綱・党名を据え置くという民主党による事実上の吸収合併という形で決着を見せた。この民由合併により民主党は両院合わせて204人（衆院137・参院67）を擁するまでに党勢を拡大させた。
同年11月、日本初のマニフェスト選挙となった第43回総選挙では、明確に「政権交代」を打ち出し、改選前を40議席上回る177議席を獲得、大きく躍進する。比例区の得票数では自民党を上回った。高速道路の原則無料化、年金制度の一元化、衆議院の定数80削減などがこの選挙から新たに政権公約に加えられた。
2004年、年金制度改革を巡るいわゆる「年金国会」において菅の納付記録に未納期間があることが判明し、代表辞任へと追い込まれた（後に社会保険庁職員のミスによるものであったことが明らかとなり、厚生労働省が謝罪した）菅の後継にいったんは小沢一郎が内定したが、小沢にも年金未納が発覚し、出馬辞退に追い込まれた。
同年5月、新代表に若手の筆頭格であった岡田克也を無投票で選出。間を置かず7月の第20回参院選を迎えた。発足間もない新体制に一部不安視する声もあったが、50議席を獲得し、国政選挙において初めて自民党（49議席）に勝利を収めた。
この時期から政権選択選挙という言葉が急速に現実味を帯び始めるようになる。
2005年8月、首相の小泉純一郎が郵政民営化の是非を問うとして衆議院を解散（郵政解散）。自民党は民営化に反対したいわゆる造反議員との分裂選挙に突入した。選挙戦の序盤は「漁夫の利」などとして民主党に楽観的な論評も飛び交い、政権交代を確実視して伝える一部海外メディアもあった。
郵政民営化の是非を争点に選挙戦を展開した与党に対し、民主党は郵貯・簡保の徹底的な縮小と郵便事業への民間事業者参入促進など、2003年以来党が掲げてきた改革案で応えた。また、郵政問題よりも重要な争点として、利益誘導型政治・官僚支配からの脱却、公務員人件費の2割削減、18兆円に及ぶ税源の地方への委譲、大型公共事業の見直しなどを改めて提示し、「徹底した無駄削減」と「コンクリートからヒトへ」による大胆な社会構造の変革を訴えた。しかし、「造反議員」と「刺客候補」の対決構図が連日のように報道されていく中で政策論争は次第に世論の関心を失い、また民主党自体も郵政民営化そのものには容認する意向を示していたため自民党との大きな差異を見つけられず、小泉劇場の前に埋没。結局、改選前を大きく下回る113議席に終わった。岡田は即日代表辞任の意向を表明した。
党代表後継には菅直人と前原誠司が名乗りを上げた。当初は菅有利と見られていたが、最終演説で投票議員の心を掴んだ前原が僅か2票差で選出された。前原は、「脱労組」「世代交代」を打ち出し、事実上党の右傾化路線に着手。当時43歳の前原は清新なイメージを与え、耐震偽装問題で馬淵澄夫による証人喚問が世論の喝采を浴びるなど、新生民主党は順調な出直しを図ったかに見えた。
しかし、2006年2月に堀江メール問題が発生すると、一転して民主党は逆風にさらされる事になる。情報の真偽を巡って執行部の対応が後手に回ったことも問題を長引かせる要因となり、翌3月にはついに前原が辞任に追い込まれた。民主党は世論から強い批判を浴び、党の再生が模索される事となった。

#### トロイカ体制
2006年4月、小沢一郎が菅を破り、新代表に就任。小沢は菅を代表代行に指名し、幹事長を務める鳩山と共に「トロイカ体制」と言われる挙党一致体制を敷いた。
それまで小沢一郎の方針であった新自由主義路線は影を潜め、小沢体制ではまず小泉構造改革を否定するという大きな政策的転換が図られた。子ども手当の導入、農家への戸別所得補償といった多額の財政出動を伴う政策が打ち出された。更に2005年総選挙時に掲げていた年金目的消費税を凍結する。
地方組織が磐石ではない民主党にあって、小沢は各議員・候補に徹底した地元活動を求めるなど、地盤の強化にも力を注いだ。2007年4月の第16回統一地方選挙を勝利し、7月の第21回参議院議員通常選挙では年金記録問題が発生したこともあって60議席獲得と大勝。ついに参議院で与野党を逆転させた。
小沢は参議院での多数を武器に与党に激しく抵抗する「対立軸路線」を敷き、政権を追い込む戦術を選択した。一方で11月、小沢はねじれ国会の運営に行き詰った福田康夫に大連立構想を提案。しかし、予てから「健全な二大政党制」を望んでいた民主党役員会では小沢を除く全ての議員がこれに反対、世論も同様の反応を示した。その後、民主党は2008年のガソリン国会などで抵抗を続け、ねじれ国会の中で有利に戦いを進めた。この頃には首都圏の政党支持率では自民党を圧倒するようになった。
ところが2009年3月、西松献金問題で小沢の公設第一秘書が逮捕、起訴されると、支持率は軒並み低下。迫る総選挙への影響を避けるためとして5月、小沢は代表を辞任した。
次期総理候補を決める代表選挙として大きな注目を集める中、小沢に近い議員らが推す鳩山と岡田が争った。消費税率見直しは4年間議論もしないとした鳩山と、議論は行うべきだとした岡田であったが、参院票の取り込みで優勢に立った鳩山が接戦を制した。初めて表面化した親小沢と非小沢との対立構図であったが、選挙後は岡田が幹事長職を引き受け、選挙後の融和を図れた。小沢の献金問題で一時的に落ち込んでいた政党支持率は献金問題の表面化前よりも上昇し、自民党に拮抗する調査も出始めるようになった。

#### 政権交代へ

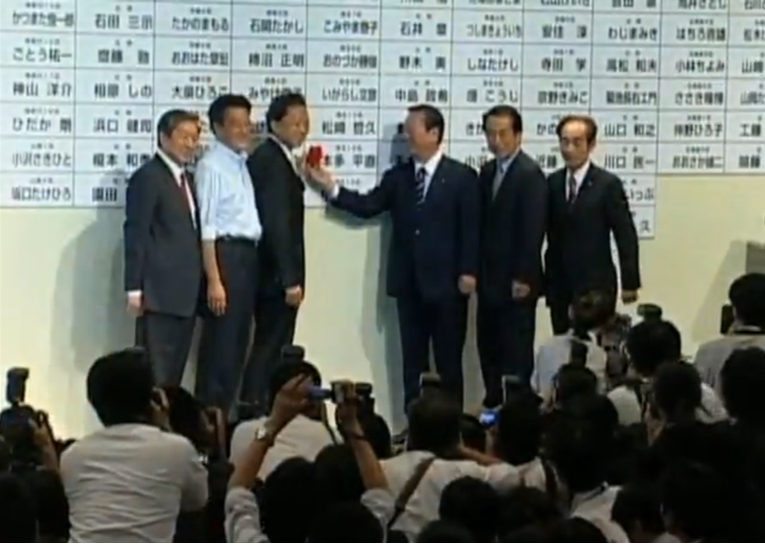
第45回衆議院議員総選挙の開票速報を聞く民主党幹部ら

7月13日、麻生太郎首相が衆議院を解散する意向を表明。この月、NHKの全国世論調査で初めて民主党が政党支持率で自民党を逆転した。
2009年7月21日、衆議院が解散され、事実上の任期満了選挙に突入する。鳩山はこの総選挙を「政権交代選挙」と銘打ち、連立をみすえる社民党・国民新党と合わせて過半数の議席確保を目指した。マニフェストには、前回の参院選で訴えた内容とほぼ変わらぬ政策が盛り込まれた。各種世論調査では終始民主党の圧倒的優勢が伝えられた。
結果、絶対安定多数を超える308議席を確保して、結党以来の悲願であった政権交代をついに実現する。308議席は一つの党が獲得した議席数としては戦後最多であった。また比例区の得票も2984万4799票を獲得し、日本の選挙史上で政党名の得票としては過去最高を記録した。

### 与党時代（2009年 - 2012年）

#### 鳩山由紀夫政権

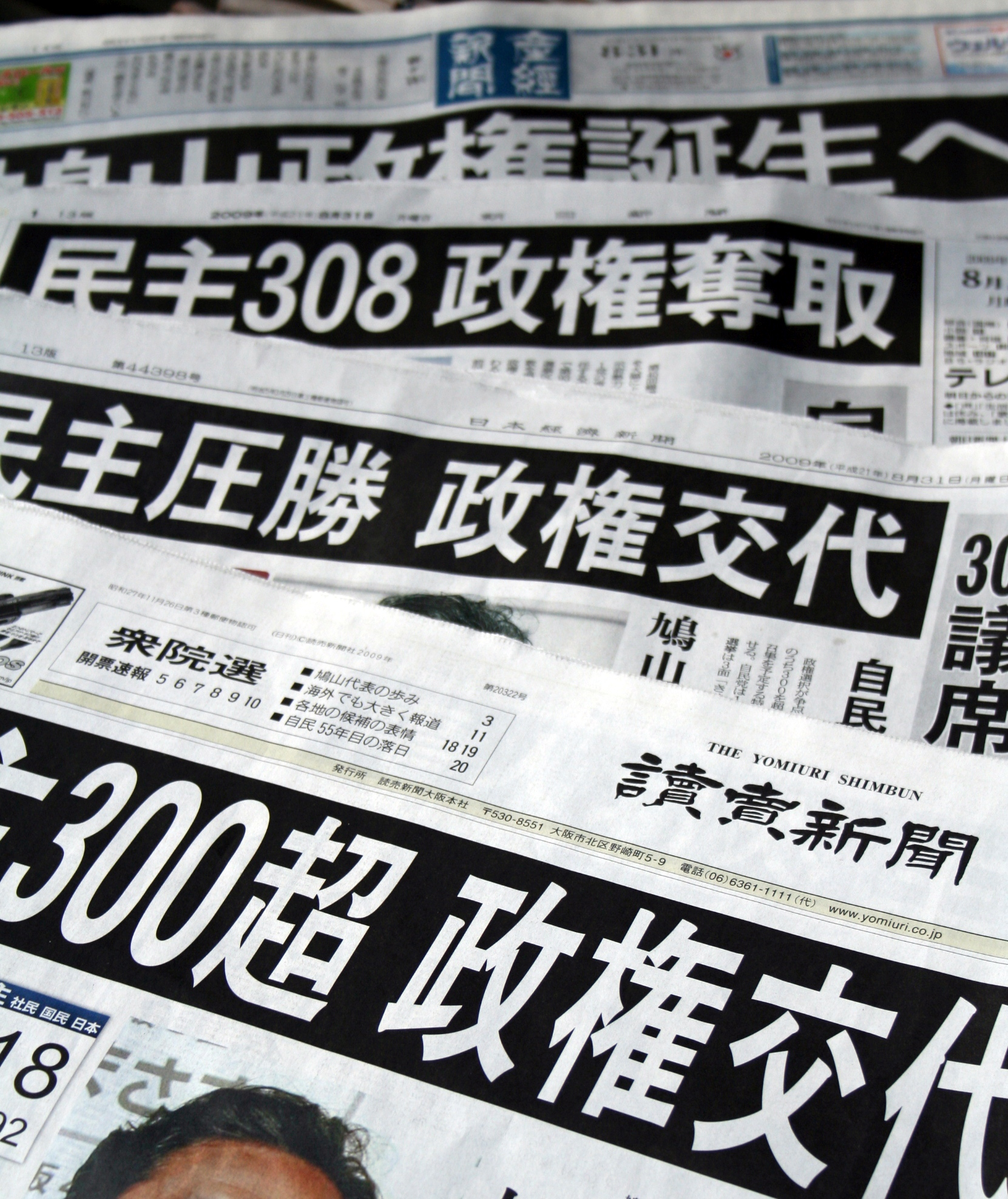
民主党が308議席を獲得したことを伝える新聞各紙

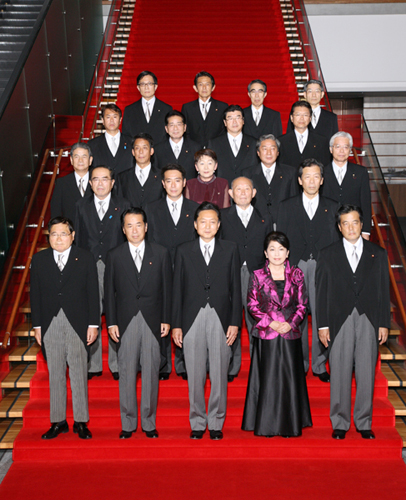
鳩山由紀夫内閣の顔ぶれ

第172回国会で鳩山由紀夫内閣が正式に発足し、社民党・国民新党との連立政権が誕生。党幹事長に小沢、内閣官房長官には平野博文が起用された。
鳩山内閣は当初、70%を超す高い支持率を得てスタートした。CO2削減目標の引き上げ、自衛隊インド洋派遣の撤退、公共事業の見直しなどの政策を推し進めるが、同時に幹事長の小沢と鳩山自身に政治資金収支報告書の虚偽記載問題が再燃する。「政治とカネ」を巡る不信に加え、鳩山よりも小沢に実質的な権力が集中する「二重権力構造」や、選挙支援と引き換えに予算配分を行う小沢の政治手法などが党内外で問題視されるようになると、内閣支持率は一転、下降の一途を辿ることとなる。
そんな中、行政の無駄をあぶりだすことを目的に事業仕分けが行われ、これが世論から賛否両論の大きな反応を受ける。子ども手当などの新たな歳出や、不況による税収落ち込みもあって平成22年度予算では過去最大となる44兆円の国債を発行するに至った。
政権を追い詰めたのは、前年から徐々にクローズアップされてきたアメリカ軍の普天間基地移設問題であった。2009年の総選挙時のマニフェストでは明記されていなかったが、移設先を「最低でも県外が期待される」と選挙中に公言していた鳩山は、沖縄及びアメリカが合意していた辺野古沿岸部へ移設する現行案を白紙に戻し、県外・国外移設の道を探っていた。ところが、その後米国の賛意が得られないことが明らかになり、鳩山は自身の「公約」との板挟みになった。県外移設案の推進は、米国との関係悪化を懸念する岡田克也外相や北澤俊美防衛相も消極的で、鳩山は民主党内でも孤立した。鳩山は結局、5月まで意思決定を先送りした挙句に県外移設案を撤回し、辺野古沖に新基地を建設することで米国と合意した。結果的に自民党政権時代に決まっていた元の案に戻った形で、鳩山自身は大いに面目を失った。失望した沖縄が現行案の辺野古沿岸部案をも受け入れ撤回する事態に発展し、移設問題は大きく後退してしまう。この際、県外移設を求めた社民党が連立を離脱した。
最終的に鳩山内閣の命脈を絶ったのは、やはり鳩山自身と小沢の「政治とカネ」の問題であった。2010年4月、東京検察審査会で小沢本人への「起訴相当」と議決されることになる。このほか、野党時代の民主党の主張と、与党としての民主党の能力や政策との乖離が徐々に明らかになるにつれ、鳩山内閣への国民の不信はピークに達し、来る参議院選挙では20議席台に留まるという衝撃的な事前調査も明らかとなる。鳩山は事態打開のため、一連の責任を取る形で6月首相を辞任した。前代表の小沢が「政治とカネ」の問題で民主党代表の座を追われたのと同様、鳩山もまた「政治とカネ」の問題で民主党代表並びに内閣総理大臣の座を追われる形になった。

#### 菅直人政権

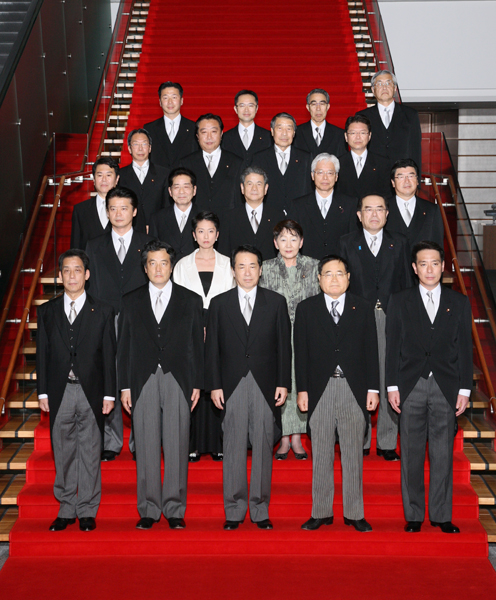
菅直人内閣の顔ぶれ

鳩山の後継となる代表を決める代表選挙は、まず小沢の影響力排除を目指す副総理兼財務大臣の菅直人がいち早く出馬を決め、小沢と距離を置く議員から支持を受けた。これに対し党内最大勢力を誇る小沢グループは中立派として出馬した樽床伸二を支持した。6月4日に行われた両院議員総会では、小沢グループ以外の票を固めた菅が圧勝した。この代表選では小沢の処遇を巡って党を二分する激しい攻防が繰り広げられ、党内には深刻な対立が残ることとなった。
菅は鳩山とまったくの同世代である。しかし、鳩山とは対照的に市民運動家から苦労して国会議員となっており（国政選挙で3度の落選歴がある）、特に鳩山内閣下で1月に財務相に任じられて以来、日本の財政状況を深刻に捉えるようになり、増税を不可避と考えていた。
菅直人内閣は発足にあたり、幹事長に枝野、内閣官房長官に仙谷由人など、主要ポストにいずれも非小沢の急先鋒を据えた。政策面では「強い経済、強い財政、強い社会保障」を一体的に実現させていく「第三の道」を打ち出し、財政再建と雇用創出を最大の国家的課題とする方針を表明。併せて消費税率見直し議論の提起、経済効果の薄い一部マニフェストの修正に着手するなど、鳩山内閣の政策方針からは大きな転換を図った。発足当初は、60%を超える高い内閣支持率を記録した。
そして2010年7月11日の第22回参議院議員通常選挙に突入し逃げ切りを図るが、菅が消費税増税に言及したことで支持率が急降下した。結果は現有の54議席から失って44議席に減少し、参院の過半数を失うねじれ国会状態に陥った。小沢グループは参院選敗北の責任は消費税議論を提起した菅にあるとして、総理退陣や枝野の幹事長更迭を迫った。しかし国民の7割超は菅の続投を支持し、これを背景に菅も応じる姿勢を見せなかった。
こうした中で迎えた9月の代表選挙に小沢が出馬。小沢による事実上の倒閣宣言であった。財政再建とマニフェスト一部修正を目指す菅陣営には菅・前原・野田の各グループに加え岡田が、消費税議論封印とマニフェスト堅持を掲げる小沢陣営には小沢・鳩山・羽田・樽床の各グループが参集し、深刻な党内抗争が始まった。新聞主要四紙が揃って小沢・鳩山を批判し、世論調査でも菅支持が小沢支持の4倍超を記録するなど、戦いは次第に菅優勢へと傾いていった。9月14日、地方議員票と党員・サポーター票で大差を付けた菅が圧勝で再選された。幹事長には外務大臣から転じた岡田が再登板となり、閣僚からは小沢グループの議員は一掃された。この戦いにより党内の亀裂は更に深刻化することとなった。
その後も、尖閣諸島中国漁船衝突事件の対応を巡り内閣官房長官の仙谷と国土交通大臣の馬淵澄夫に対する問責決議が参院で可決されるなど政局は混乱。これを受けた内閣改造により、2011年1月14日に菅直人第2次改造内閣が成立。しかし、3月前原誠司外相に在日韓国人からの献金を受けていた件で辞任に追い込まれたほか、直後に首相である菅自身に在日韓国人からの献金が報じられた。
3月11日、菅が不正献金を国会で認めた正にその日の午後、東北地方太平洋沖地震（東日本大震災）が発生し、政権は震災復興と福島第一原発事故への対応に追われた。この国難に、挙国一致政権（自民党の政権入り）こそ実現しなかったものの、国会は休戦状態となり、結果として菅政権は延命することになる。他方で、震災に対する初動対応や復旧復興策への不満などから、国民の政権に対する目は厳しく、4月の統一地方選挙で民主党は惨敗を喫した。
6月1日、「菅首相では災害復旧と復興、原発事故の処理に対応できない」との理由で自民党などが提出する内閣不信任決議案に対し、小沢に近い50人余りの議員が同調する意向を示したが、翌2日の採決前に開かれた党代議士会で菅が辞意とも取れる発言をしたことで小沢グループは自主投票となり、不信任案は否決された。菅はその後、福島第一原発事故の対応にメドがつくまで続投する意欲を示したが、政府・党執行部からも菅への退陣要求が出始めた。
7月21日に岡田克也がマニフェスト不履行について財源が甘かったと謝罪した。
8月26日に菅が退陣を正式に表明したため、民主党代表選が行われ、野田佳彦・海江田万里・前原誠司・鹿野道彦・馬淵澄夫の5人が出馬した。代表選では小沢と鳩山のグループから支援を受けた海江田が先行し、前原と野田が追う展開となった。第一回投票では海江田が最多の143票を得るが過半数には至らず、野田との決選投票では前原・鹿野陣営の支持を集めた野田が勝利し、第9代党代表に選出された。

#### 野田佳彦政権

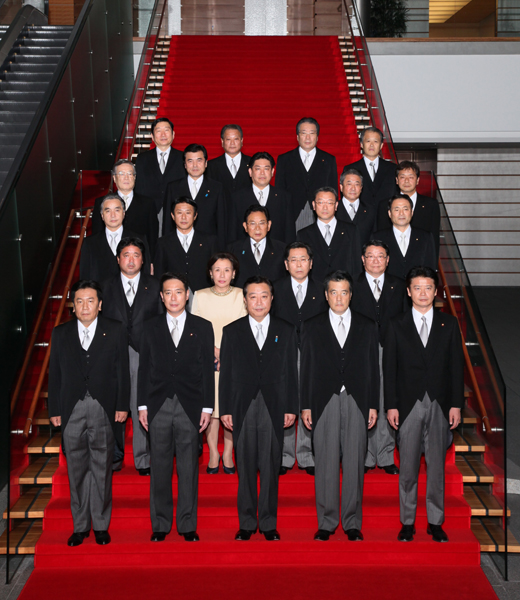
野田内閣の顔ぶれ

第9代党代表に選出された野田佳彦は、2011年8月30日の衆参両院本会議内閣総理大臣指名選挙において第95代内閣総理大臣に指名された。野田は野党時代より東京裁判をめぐりA級戦犯の名誉回復を主張するなど民主党内では保守派と見なされており、防衛政策や歴史観の面では自民党と変わらないと評されていた。経済政策面では財政政策重視派で、消費税引き上げをやむなしと考えた点でも自民党に近い立場にあった。事実、代表選挙当時から消費税率を現行の5%から10%に引上げる消費増税を掲げたが、歳出削減が進んでないうえ、景気にも悪影響だとして小沢グループや連立を組む国民新党などから反対意見が噴出した。このため、野田は小沢とも良好な関係にある党参院会長の輿石東を「党内融和」の象徴として幹事長として起用（党参議院議員会長も兼務）し、挙党体制の構築に努めた。
しかし、閣内では経産相の鉢呂吉雄や小沢グループから起用された国家公安委員長の山岡賢次、防衛相の一川保夫らに閣僚の資質が問われる問題が続出した。
元民主党議員の松木謙公（著書で2011年中の新党大地入党を示唆）らは、新党大地へ合流、新党大地・真民主を結党した。さらに12月28日、小沢に近い内山晃ら9人の衆議院議員が離党届を提出（認められず除籍処分）、新党きづなを結成。他にも離党が相次ぎ、2011年の間だけで民主党は14人の国会議員を失うことになった。
2012年1月13日、野田は内閣改造を行った（野田第1次改造内閣）。今国会の最大の課題とする消費増税関連4法案を含む社会保障・税一体改革関連法案を国会で成立させるため、野党との協力関係構築と人心一新、体制強化を目的とした。
しかし、改造後も閣内外で問題が頻出。防衛相の田中直紀は北朝鮮ミサイル問題に関する失言で、国交相の前田武志は公職選挙法に抵触する可能性がある問題で、閣僚としての資質が問われ、4月10日に参議院で問責決議案が可決された。
また、社会保障・税一体改革関連法案が閣議決定されたことに抗議し政府・党の要職を辞任する者が相次いだ。連立を組む国民新党も社会保障・税一体改革関連法案が閣議決定された事で連立離脱派と維持派が対立、離脱派で代表の亀井静香らが離党する（金融・郵政改革担当大臣の自見庄三郎が代表となり、連立維持）など党内外で混乱を露呈する事態となった。5月には中国の一等書記官によるスパイ疑惑が政治問題化したこともあり、野田は組閣からわずか5ヶ月余りで、内閣再改造（野田第2次改造内閣）を行う事態となった。
社会保障・税一体改革関連法案の採決は6月26日に衆議院本会議で行われ、民主党・国民新党・自民党・公明党・たちあがれ日本などの賛成多数で可決された。消費増税法案の採決では反対の意を表明していた鳩山、小沢以下57名が反対票を投じ、原口一博・小沢鋭仁ら13名が棄権、2名が欠席（病欠した元首相の羽田孜を除く）するなど72名の造反者を党内から出した。
野田は造反者に対して除籍も含めた厳しい処分方針を示唆した。一方で輿石は党内融和と分裂回避を重視する観点から小沢と数回に渡って会談を持つも、消費増税法案の撤回を求める小沢と分裂を避けたい輿石の議論は平行線をたどった。小沢が離党と並んで検討していた党籍を残したまま会派を離脱する案は野田が拒否。院内会派離脱願が受理される可能性がなくなり、7月1日午後に小沢は記者に離党の意思を表明した。
2日、小沢ら国会議員52名（後に2人が撤回し50名）が離党届を提出した。3日、党執行部は離党届を提出した小沢ら衆院議員37名を除籍処分とする方針を決定。鳩山は党員資格停止6か月、衆院議員18名には党員資格停止2か月の処分とする方針を決定した。棄権・欠席した衆院議員15名についてはそれぞれ常任幹事会名の厳重注意、幹事長名での注意とした。
党倫理委員会での審査を経て、9日、党執行部は小沢ら衆院議員37名の除籍を正式決定。一方鳩山の党員資格停止期間は3ヶ月に短縮された。
小沢グループの離脱後も党分裂は収まらず、17日には谷岡郁子ら参院議員3名が反原発を掲げ「みどりの風」を立ち上げた。消費税増税関連法案の採決以後の離党者が55人となり、参議院では第2会派との差が2人まで縮まった。
8月、社会保障・税一体改革関連法案の参院採決が迫り、除籍された小沢らが結成した国民の生活が第一を含む野党会派が、消費増税法案採決を阻止すべく野田内閣に対する内閣不信任決議案を上程した。採決前日の8日、野田は、自民党総裁谷垣と公明党代表・山口那津男を交えた党首会談で、衆院解散について「近いうちに国民に信を問う」こと、消費増税法案に賛成することで合意。9日、一部を除く自民・公明の各衆院議員が採決を欠席し、内閣不信任案は否決された。
しかし、内閣不信任案や消費増税法案は民主党内の造反が相次ぎ、一部議員は除籍された。29日に参院で上程された野田首相への問責決議案は、一転自民党が賛成に回り可決された。9月、地域政党である大阪維新の会が国政進出を目指し、日本維新の会を結成。党内からも松野頼久らが離党届を提出し合流した。執行部は各議員の離党届を受理せず除籍処分としたが、離党者の増加に歯止めがかからなくなった。
10日、党代表選挙が告示され、一時は再選を狙う野田に対し、総選挙での惨敗を危惧する勢力から環境相兼原発事故担当相の細野豪志を候補に擁立する動きを見せたが断念、最終的に野田と元農水相・赤松広隆、元総務相・原口、前農水相・鹿野が立候補し、野田が1回目の投票で総投票数の過半数となる818ポイントを獲得し、再選された。
10月1日には野田は内閣改造を実施した。野田と代表選で戦った原口・赤松・鹿野の3グループから登用はなく、反発する声や離党者が相次いだ。
しかし、3度目となった内閣改造も、法相兼拉致担当相の田中慶秋が早期辞任（事実上の更迭）に追い込まれた。また、野田が自民党前総裁の谷垣らと交わした「近いうちに解散する」という約束をめぐり、解散時期について自民・公明両党と対立した。

#### 下野
各社世論調査で内閣支持率が軒並み低迷し、求心力を失っていた野田は、日本維新の会などの「第三極」の選挙準備が整う前に解散・総選挙を行うのが得策と判断。11月に入ると自民・公明両党の求めに応じる形で、年内に解散・総選挙を行う意向を明らかにした。野田は、衆院議員定数削減やTPP交渉参加推進などを党公約として選挙戦に打って出る構えを見せたが、党内では選挙を行えば惨敗必至として反対意見が相次いだ。しかし11月14日、国家基本政策委員会合同審査会における党首討論において、自由民主党総裁の安倍晋三との討論の中で「（衆議院議員定数削減法案への賛同の）御決断をいただくならば、私は今週末の16日に解散をしてもいいと思っております」と発言、2日後の衆議院解散を宣言する。
この電撃的な解散決定を受けて、早期解散に反対していた党内から離党届を提出する国会議員が続出した。その中には元環境相の小沢鋭仁（日本維新の会へ移籍）、元農水相の山田正彦（亀井静香と共に「反TPP・脱原発・消費増税凍結を実現する党」結成）ら閣僚経験者もいた。結局この解散を前後しての離党者は11名、2009年9月の民主党政権誕生以後党を離党・除籍された衆参両議員はあわせて103名を数え、民主党は両院で少数与党に転落した。
11月16日、衆議院は解散され、第46回衆議院議員総選挙が行われた。党執行部は解散前後に離党届を提出した全議員を除籍処分とし、また党公認に際しては党の定める方針に従う誓約書に署名させ、従えない立候補予定者には公認を与えないと決定した。党創設者の一人で7月に消費増税法案に反対していた鳩山は、消費増税やTPP交渉推進などには従うことができず、総選挙へ立候補せず政界からの引退を表明した。
12月4日公示・16日投開票の日程で行われた総選挙では、解散前の230議席を大きく下回る57議席（小選挙区27議席、比例30議席）と記録的な大惨敗を喫した。野田内閣の閣僚では官房長官の藤村修、財務相の城島光力、総務相の樽床伸二、文科相の田中眞紀子、厚労相の三井辨雄、国家公安委員長の小平忠正、金融担当相の中塚一宏と現憲法下で最多の7閣僚（国民新党で郵政改革担当相兼防災担当大臣の下地幹郎を含め8閣僚）、さらに3人の首相補佐官、23人の副大臣・政務官など政務三役が大量に落選した。閣僚経験者では他に元官房長官の仙谷由人、元農水相の鹿野道彦らが落選、前首相の菅、前衆院議長の横路、元経産相の海江田らは小選挙区で敗れ、比例復活当選となった。選挙区によっては日本維新の会などを下回って第3位以下の得票数となる候補が続出し、供託金没収となる候補まで出る結果となった。この結果、参議院議員の数が衆議院議員の数を上回る有力政党としては珍しい党内構成となった。野田は直ちに代表辞任を表明。連合会長の古賀伸明は、「敗因は内部抗争」と発言した。
野田の代表辞意表明を受けて、12月25日に代表選挙が党所属国会議員のみの投票で行われ、海江田万里が馬淵澄夫を破り、代表に選出された。
12月26日午前、野田内閣は臨時閣議を開き、辞表が取りまとめられ総辞職した。民主党を中心とした連立政権（民社国連立政権→民国連立政権）は1198日で終焉、自民党の第2次安倍内閣が発足した。

### 再度の野党時代（2012年 - 2016年）

#### 党勢の低迷
新代表の海江田は執行部人事に着手、3年3か月にわたる政権運営を検証する「党再生本部」・「党綱領検討委員会」を設置、政策決定機関である「次の内閣（ネクスト・キャビネット）」を復活させ、「党再生内閣」と名付けた。
再び野党に転落した民主党の支持率は低迷し、国会議員の離党が相次ぎ、党創設者で議員を引退した元首相の鳩山も「4年間の総括を見る限り、これでは民主党の再生は難しい」と党を批判して、離党を表明した。また、2013年4月5日に日本維新の会やみんなの党など他の野党との選挙協力を断念したことを明らかにした。これに対して、前原誠司らからは「野党がバラバラに戦っていては自公が喜ぶだけだ」などと批判の声が上がった。
第23回参議院議員通常選挙では候補が擁立できない「不戦敗」（富山・和歌山・山口）を含めて1人区で全敗し、改選前44議席から17議席へと減らし、非改選と合わせた参院議席数は59議席と第2党に転落した。また青森など13県では県連所属の国会議員がいなくなった。ただし、海江田体制は維持された。
安倍総理は消費税率引き上げの先送りを表明し、この判断の是非を問うとして衆院を解散した。民主党にとっては野党転落後初の総選挙である第47回衆議院議員総選挙が行われた。12月14日の投開票の結果、民主党は小選挙区と比例代表合わせて73議席を獲得し、改選前の63議席から10議席増やした。しかし、代表の海江田が東京都第1区で敗れ、重複立候補していた比例東京ブロックでも復活当選できず、議席を失った。党としては小選挙区比例代表並立制導入後初の野党第1党首落選となった上、対する与党は3分の2以上を獲得し、「一強多弱」の情勢は崩しきれなかった。
当初、海江田は代表の引責辞任を否定していたが、民主党は党規約第8条で役員を国会議員から選ぶと規定しているため、12月15日に党代表の辞任を表明した。
1月7日告示、1月18日投票の民主党代表選には、長妻昭・岡田克也・細野豪志の3人が出馬した。岡田と細野が国会議員による決選投票に進み、1度目2位の岡田が1位だった細野に逆転して民主党代表に選出された。

#### 再編と改称

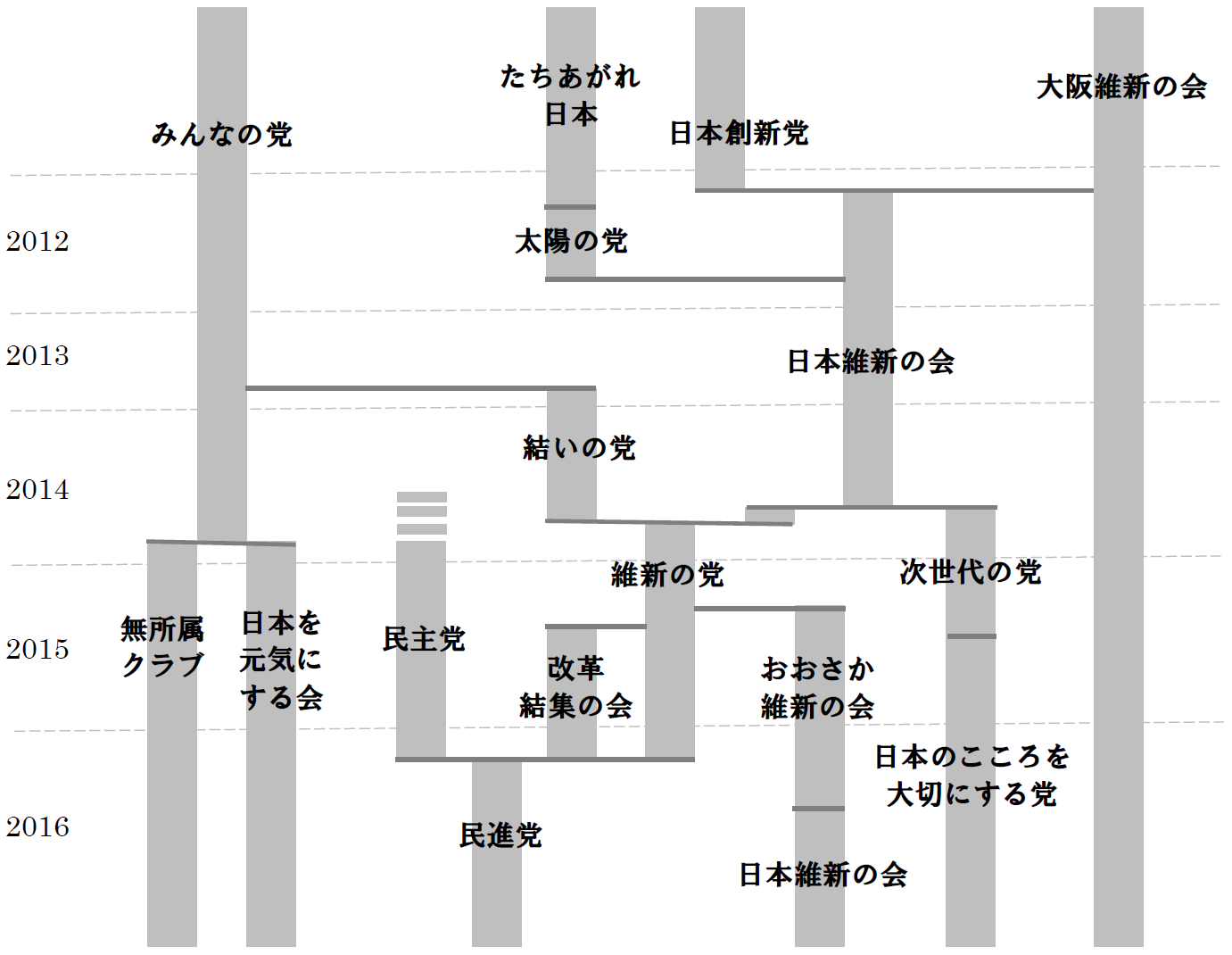
2010年代の第三極の離合集散

12月18日、民主党と維新の党は、衆議院事務局に統一会派「民主・維新・無所属クラブ」の結成を届け、会派人数は93名となった。会派代表には民主党幹事長（当時）の枝野幸男が就任した。
2016年2月22日、岡田と維新の党代表の松野頼久が会談し、民主党が維新の党を吸収合併することで合意した。これに合わせて党名・ロゴマーク・綱領を刷新することとなり、新党名の候補には「立憲民主党」「日本民主進歩党」、「民主党立憲同盟」、「国民党」、「憲政党」などが浮上した。また、無所属議員や日本を元気にする会・生活の党と山本太郎となかまたちなども参加を呼び掛けられた。党名案は3月4日 - 6日に、両党のホームページとファックスで、国民から一般募集された。世論調査の結果も反映して、3月10日には2つの新党名の案が決まった。民主党側は「立憲民主党」、維新側は「民進党」を提示した。3月14日、両党がそれぞれ実施した電話世論調査ではいずれも「民進党」が「立憲民主党」を上回り、新党名を『民進党』とすることに決定した。江田は、党名には「国民と共に歩むという意味」とした。
両党で合併手続が進められ、3月25日、松野・岡田の代表会談で合併協議書に調印した。3月27日、民主党・維新の党、それに改革結集の会の一部などが合併された新党として「民進党」結党大会が開催され、これを以て民主党は結党以来18年の歴史に幕を下ろすことになった。

## 年表
1996年
- 9月29日 - 新党さきがけを離党した厚相菅直人、元官房副長官鳩山由紀夫らと社民党を離党した衆院議員岡崎トミ子（前北海道知事横路孝弘の代理）らが中心となり、旧民主党結成。旧民主党は当時与党だった社民党・新党さきがけの離党議員が大半を占め、野党第2党だった
- 10月 - 第41回衆議院議員総選挙で解散時勢力を維持

1998年
- 3月12日 - 民主党・民政党・新党友愛・民主改革連合の4党が合流し、新しい民主党の結成を決定。手続き上は『民主党以外の参加政党を解散し、民主党を存続政党』とした。細川護熙が政権戦略会議議長として主導
- 4月27日 - 民主党結成（赤坂プリンスホテルで統一大会）。所属国会議員131人（衆議院議員93人、参議院議員38人）で発足。初代党代表には菅直人が就任。野党第1党となる
- 7月 - 第18回参議院議員通常選挙で現有を上回る27議席を獲得し、他の野党とともに自民党を過半数割れに抑えた。橋本内閣総辞職に伴う国会の首班指名で、参議院は代表の菅を指名

1999年
- 1月 - 党代表選が行われ、現職の菅と衆院議員の松沢成文との一騎討ちで、菅が再選
- 4月 - 第14回統一地方選挙で道府県議会170議席、政令指定市議会114議席を獲得
- 9月 - 党代表選で、リベラル系が現職の菅、保守系が鳩山、旧社会党系が横路孝弘を擁立。鳩山由紀夫が初当選

2000年
- 6月 - 第42回衆議院議員総選挙で、解散前を32議席上回る127議席を獲得
- 9月 - 現職の鳩山が無投票で代表再選

2001年
- 7月 - 第19回参議院議員通常選挙で現有超の26議席を獲得。小泉旋風を前に比例票は伸び悩む

2002年
- 9月 - 鳩山の任期満了に伴い党代表選を実施した。現職の鳩山、幹事長の菅、衆院議員の野田佳彦、横路の4人で争われ、鳩山が3選。この代表選では初めて党員・サポーターも投票に参加した
- 11月 - 鳩山が自由党との合併問題で代表を引責辞任。翌月、党代表選が行われ菅と前政調会長の岡田克也の一騎討ちとなり、菅直人が当選
- 12月 - 前副代表の熊谷弘ら5名が離党。与党の保守党と合流し、保守新党結成

 2003年
- 4月 - 第15回統一地方選挙、道府県議選で205議席、政令指定市議選では126議席を獲得
- 7月23日 - 代表の菅と自由党党首の小沢一郎が民主党と自由党の合併で合意。合併後も民主党の党役員・規約・政策を継承する吸収合併の方式をとった
- 9月26日 - 自由党を吸収合併し、所属国会議員は204人（衆院137人、参議67人）となる。翌月5日、合併党大会
- 11月 - 第43回衆議院議員総選挙では自由党との合併効果もあり、解散前議席を大きく上回る177議席を獲得して躍進。比例票は自民党を上回った

 2004年
- 5月 - 菅が社会保険庁の過失により年金納付の未納期間が発生していたため、代表を引責辞任。幹事長の岡田克也が無投票で代表に選出
- 7月 - 第20回参議院議員通常選挙で自民党の獲得議席49を上回る50議席を獲得
- 9月 - 岡田が無投票で代表再選

 2005年 
- 9月11日 - 第44回衆議院議員総選挙で113議席と惨敗し、岡田は引責辞任
- 9月17日 - 党代表選で若手衆議院議員の前原誠司が菅を2票差で破り、代表就任

 2006年 
- 4月 - いわゆる堀江メール問題に関連して前原が代表を引責辞任。党代表選が行われ、元代表代行の小沢一郎が元代表の菅を破り、代表就任
- 9月 - 小沢が無投票で代表再選

 2007年 
- 4月 - 第16回統一地方選挙。道府県議選・政令市議選で前回選挙を大きく上回る議席を獲得。道府県議会375議席（前回比+170）、政令指定市議会194議席（前回比+68）。
- 7月29日 - 第21回参院選で60議席を獲得。自民党結党以来、非自民政党として初めて参議院で第1党となり、初めて非自民の参議院議長・江田五月を選出した
- 9月 - 安倍内閣総辞職に伴う国会の首班指名では、参議院が代表の小沢を指名

 2008年 
- 8月 - 参院議員渡辺秀央ら2名が離党。改革クラブを結成。
- 9月 - 小沢が無投票で代表3選。同月の福田内閣総辞職に伴う国会の首班指名では、参議院が代表の小沢を指名

2009年 
- 3月 - 小沢の公設第一秘書が、西松建設事件について、政治資金規正法違反で逮捕・起訴
- 5月11日 - 小沢が西松献金問題による党の動揺を受け、挙党体制確立のために代表辞任
- 5月16日 - 党代表選が実施され、岡田を破った鳩山由紀夫が当選
- 8月30日 - 第45回衆議院議員総選挙で絶対安定多数を上回る308議席獲得[86]。自民党を上回り第1党に躍進
- 9月16日 - 国会の内閣総理大臣指名選挙で代表の鳩山が指名され、社民党・国民新党との連立政権（民社国連立政権）である鳩山内閣発足

 2010年 
- 5月30日 - 社民党が民社国連立政権から離脱、民国連立政権へ移行。
- 6月4日 - 普天間基地移設問題を巡り鳩山内閣総辞職。党代表選が実施され、副総理の菅直人が衆院議員の樽床伸二を破り、代表に当選。衆参の首班指名を受ける
- 6月8日 - 菅内閣 が正式に発足。
- 7月11日 - 第22回参議院議員通常選挙投開票。与党になって初の国政選挙だが、改選下回る44議席獲得に留まり、敗北。改選議席のみでは第2党となった
- 9月14日 - 菅の任期満了に伴う党代表選が実施される。菅が小沢を破って再選。8年ぶりに党員・サポーターが代表選投票に参加した
- 9月17日 - 菅が内閣改造を行い、菅第1次改造内閣発足。同時に党執行部を刷新

 2011年
- 1月14日 - 菅が内閣改造を再び行い、菅第2次改造内閣発足
- 2月17日 - 小沢に近い衆院議員16名が院内会派離脱願を提出し、民主党籍を残したまま新会派民主党政権交代に責任を持つ会結成を試みるも、執行部は会派離脱届を受理せず、説得に当たった（同年8月31日に会派離脱届を撤回）
- 8月26日 - 首相の菅が代表辞任と新代表選出後の首相辞任を表明
- 8月29日 - 党代表選挙が実施され、前外相前原、前国交相馬淵澄夫、経産相海江田万里、財務相野田佳彦、農相鹿野道彦の5人（過去最多）が代表選に出馬。決選投票で海江田を破った野田佳彦が代表に当選。
- 8月30日 - 菅2次改造内閣総辞職。野田が衆参両院で首班指名を受ける
- 9月2日 - 野田内閣が正式に発足。

2012年
- 1月13日 - 消費税増税などを推進するため、野田が内閣改造を行い、野田第1次改造内閣発足
- 6月4日 - 国交相前田武志と防衛相田中直紀への問責決議案可決を受け、野田が再び内閣改造を行い野田第2次改造内閣発足
- 7月2日 - 消費増税関連4法案を含む社会保障・税一体改革関連法案の採決が可決されたことに反対し、小沢ら国会議員50名が離党届を提出
- 7月9日 - 党倫理委員会の答申を受け、離党届を出した小沢ら衆院議員37名の除籍、一体改革法案採決で反対票を投じた鳩山ら衆院議員18名の党員資格停止を正式決定
- 8月10日 - 消費増税関連4法案を含む社会保障と税の一体改革関連法案が参議院で可決。
- 9月24日 - 党代表選挙で、野田が元農相の赤松広隆、元総務相の原口一博、前農相の鹿野を破り再選
- 10月1日 - 野田が3度目の内閣改造を行い野田第3次改造内閣が発足
- 11月16日 - 野田が衆院を解散
- 12月16日 - 第46回衆議院議員総選挙投開票。与党として初の総選挙だが獲得議席は選挙前の230議席を大きく下回る57議席と惨敗、再び野党に下野。
- 12月25日 - 野田の代表辞任を受けて、党代表選が実施され、海江田万里が馬淵を破り当選

2013年
- 2月24日 - 党大会において「綱領」を制定
- 7月21日 - 第23回参議院議員通常選挙投開票。野党転落後初の通常選挙となったが改選前の44議席から17議席へと減らし、参議院の議席数は59議席となり第2党に転落した。

2014年
- 12月14日 - 第47回衆議院議員総選挙投開票。改選前から10議席増やし73議席を獲得するも、代表の海江田が落選

2015年
- 1月18日 - 党代表選実施。長妻昭・細野豪志・岡田克也が立候補。細野と岡田の決選投票の結果、岡田克也が党代表に選出。

2016年
- 2月22日 - 岡田と維新の党・松野頼久の両代表が、民主党を存続させて維新の党を吸収する形で両党が合流したうえで、新党を結成することで合意[77]。
- 3月14日 - 民主党と維新の党は記者会見で、合流に伴う新しい党名を『民進党』とすることが決定したことを発表[82]。
- 3月27日 - 民主・維新の両党が合併し『民進党』結党大会が開催[85]、「民主党」の党名は消滅した。

## 政策

### 綱領・基本理念
1998年の第一回党大会で以下の「基本理念」と「基本政策」が決定された。結党以来長らく同党における「綱領」は存在せず、「基本理念」が綱領的文書ともされてきたが、2011年に「党の基本理念・基本政策に代わる「綱領」について検討する」として「綱領検討委員会」を設置。
野党転落後の2013年2月14日の党大会において、綱領を採択。それまで綱領と扱われた「基本理念」は『1998年綱領』とされた。

#### 基本理念
長らく綱領的文書とされてきた1998年の「基本理念」は以下の通り。
綱領採択後は、「1998年綱領」と扱われている

### 経済財政
1998年基本政策では、次のような主張をしていた。
- 財政 - 企業会計的視点の導入、数値目標の設定。経済成長と財政再建の両立
- 行財政 - 中央集権的な政府を「市民へ・市場へ・地方へ」再構築
- 税制 - 「簡素・公平・透明」。所得・消費・資産のバランス、税と社会保険料の役割分担。消費税のインボイス制導入、納税者番号制導入
- 財政投融資・特殊法人 - 評価システムの導入。役割の終わった特殊法人等の廃止
- 公共事業 - 入札制度改革、公共事業単価引き下げ。長期計画や単年度主義の見直し。包括交付金制度の導入、土木型から新社会資本型へのシフト
- 経済 - 市場原理貫徹による経済構造改革。持続可能な経済成長
- 規制改革 - 経済的規制は原則廃止。環境・消費者・勤労者保護などの社会的規制は透明化
- 新産業 - 成長分野に戦略的基盤整備。ベンチャー企業へのインセンティブ
- 中小・零細企業 - 中小企業を重視、モノづくりの基盤整備、第3次産業の自立を支援
- 金融 - 裁量行政から決別、競争を原則。透明で公正なルールと消費者保護。債権の証券化。不良債権処理
- 農林水産業 - 誇りと将来展望ある農業、定住や環境・国土保全の農村政策。森林保全政策。資源管理型漁業
- 雇用・労働 - 雇用安定・勤労者保護の充実。公的能力開発制度の拡充など。仕事と家庭の両立、労働基準法制の整備。女性や高齢者の雇用機会拡大。

鳩山由紀夫内閣における平成22年度一般会計総額は過去最高の92兆2992億円、菅直人内閣における平成23年度一般会計は92兆4116億円。
政権交代前は、将来的にも消費税を財政赤字の穴埋めには使わないと明記していた。しかし、菅政権以降は消費税の引き上げによる財政再建を明確に主張した。
2012年以降の消費税引き上げを否定していない。民主党の当初の案では2013年に8%としていたが、2014年4月に8%、2015年10月に10%まで消費税を増税する修正案を民主党内では容認した。

アベノミクスの『3本の矢』について、2013年2月12日の衆院予算委員会で民主党衆院議員後藤祐一は「3本の矢は元々は我々民主党が言い出したもの」と主張した。一方、安倍晋三内閣総理大臣は「そもそも3本の矢と言い始めたのはあなた（後藤）でも日銀でもなく私であり、総裁選を通じて申し上げてきたもの」と反論した。

#### 予算見直し
- マニフェストで示された各種政策を実行するために、事業の効率化や歳出削減を断行して2013年度には16.8兆円の財源を生み出すとした。
- 不要不急の公共事業やハコモノ建設の凍結・廃止を表明した。
- 高速道路の原則無料化により、交通・流通コスト軽減による内需拡大や、渋滞の解消による地球温暖化対策などの効果を見込んだ。

### 外交・安全保障
民主党の構成員は保守からリベラルまで幅広く分布しており、自民党を批判することで結束を保っていた。そのため、外交政策で一致を図るのが難しく、民主党の外交防衛政策は自民党を批判するために作り上げられた「個別論点の集積」に過ぎないとみる向きもあった。
1998年基本政策では、次のような主張をしていた。
- 外交・安全保障 - 「外交立国・日本」。平和主義に則った防衛政策を継続、日本外交の自立性とダイナミズム。
- 外交姿勢 - 積極外交、国連中心、世界平和。米国との関係成熟化。近隣諸国との信頼関係。中国との友好協力関係。EU・ロシアとの友好関係。
- 非軍事的貢献 - 政府開発援助(ODA)、地球環境重視・自立支援・人道主義。市民、NGO、企業、シンクタンクなどの参加。
- 国連政策 - 核の廃絶、軍縮、地球環境、人口・エネルギー問題、国際人権問題、貧困の撲滅などに積極的外交。国連の問題解決、安全保障理事会の常任理事国入り。国連平和維持活動に憲法の枠内で積極参加。
- 防衛政策の諸原則 - 専守防衛、集団的自衛権反対、非核3原則、海外武力行使反対、文民統制。
- 安全保障体制 - 日米安全保障条約を基軸。アセアン地域フォーラム(ARF)充実、アジア太平洋多国間安全保障の確立。基地問題の協議。沖縄米軍基地の整理・縮小・移転。
- 有事対応体制 - シビリアンコントロールと基本的人権を原則に、関連法制を整備。

国際政治では「対等な日米関係」を掲げ、「対米追従」をしないことを目指していた。コソボ紛争・イラク戦争など、アメリカの単独行動主義的な武力行使に対しては批判的で、国連における安保理プロセスを経た軍事出動には賛成の立場を取っていた。小沢一郎のISAF参加発言やテロ根絶法案に見られるように国連中心主義を基調とした自衛隊の海外派遣に比較的積極的であるとされる。ただし、民主党が1998年に制定した基本政策では、党内左派に配慮し「海外における武力行使を行わないこと」と明記されていた。
米国を含む世界各国と自由貿易協定(FTA)、経済連携協定(EPA)の締結を推進するとしていた
2013年8月16日、新華社日本語経済ニュースにより、民主党代表の海江田が人民日報（中国共産党機関紙）系の国際情報紙・環球時報の取材の中で『「歴史認識問題で、安倍首相は戦後の国際秩序を再び戦前に戻そうとしている。だが、そんなことはアジア各国のみならず国際社会全体が賛同しない」』と述べた事が報道され、また同記事の中で環球時報が海江田を『日本で「親中派」と呼ばれる海江田代表』と評している事が報道された。

### 行政刷新・地域主権
1998年基本政策では、中央政府の役割を外交･防衛・司法とナショナル･ミニマムの分野に限定し、それ以外の行政サービスを「基礎的自治体」が担うとしていた。また、官僚の仕事を事前調整から事後チェックへとシフトさせ、企業や市民の自立を促すとしていた。行政法分野では、行政手続法・行政事件訴訟法などを整備･強化し、行政裁量を減らすとともに公務員の責任明確化を掲げた。国家公務員人事制度では、天下り規制の強化、一括人事制度の導入など、抜本的改革を訴えた。そのほか、特殊法人、行政代行的業務に関わる公益法人も情報公開法の対象に加えるとした。
政策INDEX2009では、首相直属の「国家戦略局」が各省縦割りを排除して予算の骨格を作り、各大臣が連携する「閣僚委員会」が政策決定を行い、「行政刷新会議」が行政全般を見直し、国会議員100人近くを行政に送り込むなどして、官僚依存から政治主導への移行を訴えた。地方に対しては、ひも付き補助金の地方移転や国直轄事業に対する地方負担金制度の廃止により、地方自治体の財源を移すとともに、国と地方の対等な関係を築くとした。国家公務員の天下りや、中央省庁による再就職の斡旋を禁止し、官製談合や随意契約の原因を根絶するとしていた。独法については、非効率であるとして、それぞれ廃止か民営化・国直轄化するとしていた。

### 社会保障
1998年基本政策では、次のような主張をしていた。
- 育児・介護のNPO活用。医療・医療保険の市場原理活用、情報公開、制度改革。高齢者医療は税を主財源
- 公的年金は、税の比重を高める。バリア・フリー社会。

また社会保険庁を廃止・解体し、業務を国税庁に吸収させて歳入庁を設置し、年金保険料の無駄遣いを無くすと主張していた。社会保険庁は解体されたが、自民党が成立された根拠法を元に日本年金機構が予定通り2010年1月1日に設置された。
野党時代は障害者自立支援法による福祉サービスの負担増が障害者の自立を妨げているとして、マニフェストに廃止を掲げた。2009年の政権交代後、自民党・公明党と同法案を継続することで合意し、2010年11月17日、障害者自立支援法一部改正案を衆院厚生労働委員会で可決した。なお、野党時代は障害当事者を参画させた機関を設置して「障がい者総合福祉法（仮称）」を制定し、能力に応じた負担額に見直すことや、中小企業を含めた雇用促進に取り組むとしていた。
労働政策では格差是正緊急措置法案により、欧米並みの最低賃金全国平均1,000円を目指していた。また、製造業の派遣労働を原則禁止とし、専門業務（高い給与水準）の労働派遣に限って認める方向で労働者派遣法の改正を行うとしていた。違法な派遣が行われた場合、派遣労働者が直接雇用を通告できるようにすると主張した。

#### 医療制度
後期高齢者医療制度を廃止する法案を共産・社民・国民新の3党とともに参院で可決させ（2008年6月）、第45回衆議院議員総選挙のマニフェストにも掲げたが、前提となる老人保健制度復活は全国の自治体・医療関係者の反対が強いため断念し、時間をかけて新制度に移行する方針を固めた。第22回参議院議員通常選挙のマニフェストで2013年に後期高齢者医療制度を廃止することを掲げたが、野田佳彦首相は2012年7月18日、自民・公明両党の反発を受け、超党派で社会保障制度改革国民会議に棚上げし、廃止する法案の提出先送りを認めた。
またマニフェストに従い、電子レセプト請求の完全義務化について、原則にすると後退させた。
一方でマニフェストにおける、被用者保険と国民健康保険の順次統合、包括払い制度の導入、クリニカルパスの制定は実現できなかった。2013年までに介護労働者の賃金を月4万円程度引き上げ、介護事業者に対する介護報酬も7%加算することも政権交代の実現後に反故にした。

#### 年金
年金制度を一元化し、全ての職業の人が「所得が同じなら、同じ保険料の負担」となる仕組みに改めるとしていた。この制度の給付は「所得比例年金」と「最低保障年金」の二階建てから成る。
- 所得比例年金は所得から徴収される保険料を財源とし、職業を問わず納めた保険料に応じて給付額が決定される。制度の『二階部分』にあたる。会社員は負担・給付額共にほぼ変わらず、公務員は給付額が下がる。自営業者は負担・給付額共に増える。
- 最低保障年金はどんな低所得者であってもおおむね最低7万円の年金を受給できるようにするものである。制度の『一階部分』にあたる。ただし、「所得比例年金」の給付水準が高い高額所得者へは減額、又は支給されない。制度導入前（〜2013年）に年金未納だった者もその分だけ減額される。最低保障年金の財源には消費税5%分が充てられる。そのため、2033年〜53年までに年金目的の消費税を段階的に引き上げる必要があるとしていた。
- 年金保険料は年金給付以外に使わず、事務費や広報費に費やされてきた年間約2000億円の経費は圧縮した上で国庫負担とすることにしていた。
- 「消えた年金」「消された年金」問題を早期に解決するため、2009年から約2000億円を投入して2年間集中的に取り組むとしていた。

### 少子化対策
- 高額所得者に有利とされる扶養控除を2011年に廃止し、同年から中学卒業までの子供1人当たりに年31万2000円（月額2万6000円）の「子ども手当」を直接給付することを決定し、2010年度は半額にて実施したが、2012年3月に自民党と公明党の要求するミーンズテスト型の「児童手当」を復活させた[102]。
- 高校授業料無償化。公立高校の授業料を無料化し、私立高校生にも授業料を補助（年12万〜24万円程度）する制度を2010年度から開始させた。
- 出産一時金の給付額を42万円から55万円に増額する方針だった
- 不妊治療への医療保険適用を検討し、支援拡充する方針だった
- 保育所に入所できないいわゆる待機児童の解消に向け、認可保育所の増設と共に、小中学校の空き教室の活用した施設の拡充や保育ママ制度の積極活用などを推進する方針だった

### エネルギー・原発
民主党の原子力発電に関する記述は以下のように推進から廃止へ変化した。
1998年の「基本政策」では「原子力発電の安全性向上と国民的合意を形成する」とし、1999年8月の「政権政策委員会提言」では温室効果ガス削減の考慮、老朽化の廃炉、新規原子力発電所の建設検討、原子力安全委員会の独立性、原子力の安全確保、「原子力情報公開ガイドライン」などを列挙した。2003年マニフェストでは「安全を最優先し、原子力行政の監視を強めます」、2005年マニフェストでは「過渡的エネルギーとして慎重に推進」、2007年および2009年の政策集では「着実に取り組みます」とした。
2009年の政権獲得後、鳩山由紀夫内閣がCOP15で温室効果ガス排出の1990年比25%減を掲げたが、原子力発電の増設を前提とした数値であった。2010年マニフェストでは「総理、閣僚のトップセールスによるインフラ輸出」に「原発」を含め、2010年10月にニントゥアン第二原子力発電所への原発輸出の技術協定を締結した。
2011年3月の福島第一原子力発電所事故発生後は、菅直人が浜岡原子力発電所の停止要請を行い「脱原発」を主張したが、退陣条件の1つに再生可能エネルギー特別措置法を挙げ、成立後に退陣した。同年6月、海江田経済産業大臣（当時）は東京電力ホールディングスが求めていた福島第一原子力発電所事故の汚染水流出を防ぐ遮水壁設置の先送りについて、「中長期的課題」とすることを条件に認めた。
2011年5月25日、菅がフランス・パリで開かれた経済協力開発機構（OECD）設立50周年記念行事で講演し、日本国が太陽光や風力など自然エネルギーの総電力に占める割合を「大胆な技術革新」により2020年代の早期に20%へ拡大する方針を表明した。
2011年9月に党代表となった野田は「脱原発依存」を掲げる一方、2012年7月に大飯発電所の再稼動を行った。2012年9月、民主党は「原発ゼロ社会を目指して」を了承し、2012年マニフェストで「2030年代に原発稼働ゼロを可能とするよう、あらゆる政策資源を投入」と記載した。

### 農業・環境
農業政策では、戸別所得補償制度を掲げ、現在の農業協同組合への支援を中心とした政策を改めることを目指した。
2005年の第162回国会環境委員会では福山哲郎（（旧）立憲民主党初代幹事長）ら民主党議員20人を含めた29名の国会議員が「有用微生物群を活用した環境改善の取組に対する国の支援に関する請願」を提出している。

### 情報公開
- 1998年基本政策では、情報公開の徹底、公益法人の情報公開を主張していた[87]。
- 2010年9月7日に尖閣諸島付近で起きた中華人民共和国の漁船と海上保安庁巡視船との衝突事件において、海上保安庁職員（当時）の一色正春が船上で撮影した映像を、菅内閣の了承を得ないまま11月4日にインターネット上で公開した。この映像公開を琉球新報・読売新聞・産経新聞・日本経済新聞などは肯定的に評したものの[115]、朝日新聞・毎日新聞・北海道新聞・東京新聞（中日新聞）・沖縄タイムス・北國新聞など様々な報道機関からこの映像公開に対し『政府や国会の意思に反する行為であり、許されない』（朝日新聞）、『日中関係の修復に水を差そうとする意図があったのだろうか。ゆゆしき問題である』（北海道新聞）、『国家公務員が政権の方針と国会の判断に公然と異を唱えた「倒閣運動」』（毎日新聞）、など否定的な声が上がり、日本政府の外交機密・情報・危機などの管理体制や法整備の甘さが指摘された[115]。。菅内閣総理大臣は11月5日（公開翌日）の閣僚懇談会で、馬淵国土交通大臣に「情報管理の徹底と、事実関係の確認をするように」と述べ、流出の経緯などについて調査し、原因究明を図るよう指示した[116]。また、同日夜には総理大臣官邸で記者団に対し、「国の情報管理がしっかりとした形になっていないことに危機感を強く覚えた」と述べた[117]。この映像流出事件を受け、官房長官の仙谷は11月8日の衆院予算委員会で「国家公務員法の守秘義務違反の罰則は軽く、抑止力が十分ではない。秘密保全に関する法制の在り方について早急に検討したい」と述べ、秘密保護法の制定に前向きな姿勢を示し、検討委員会を早期に立ち上げる考えを示した[118][119]。その後、2011年8月に有識者会議が「秘密保全法制を早急に整備すべきである」とする報告書をまとめ、国会提出を目指していた[118]。
- 特定秘密の保護に関する法律（特定秘密保護法案）について、 幹事長大畠章宏は東京銀座での街頭演説で『マスコミもこぞって、特定秘密保護法案については反対しよう、という声を上げている。あとは、国民のみなさんの声をあげてください』と述べた[120]。また民主党は、特定秘密保護法案の廃止法案を2014年1月24日に召集予定の通常国会で共産党・社民党などと共に提出する考えを示している[121]。

### 戦後補償問題
民主党の「政策集INDEX 2009」は、冒頭で「戦後諸課題への取り組み」を記載し、国立国会図書館に恒久平和調査局を設置するための国立国会図書館法改正や、従軍慰安婦とされた者に金銭の支給を行う戦時性的強制被害者問題の解決の促進に関する法律案の成立を掲げている。
他党に先駆け、戦時性的強制被害者問題の解決の促進に関する法律案を国会に8度にわたり提出した。起案者の本岡昭次は「政権交代が実現したら真っ先に実現する法案」と述べている。
2010年7月16日の朝鮮日報は、日本政府が8月の日韓併合100周年に合わせて発表する談話に最大限の誠意を盛り込むことを検討しており、1995年の村山談話をどれだけ上回るかに関心が集まっていると報じた。8月10日、政府は村山談話をほぼ踏襲する菅首相談話を閣議決定した。

### 選挙・政治
1998年基本政策では、次のような主張をしていた。
- 政治 - 国会改革や参政権の拡充、自立した市民が参画し政治を直接監視。民主主義の質的充実と活性化。憲法の基本精神を守り発展。
- 国会 - 政府委員制度の廃止、議員立法の緩和、優先審議の制度化、スタッフ充実。二院制のあり方の見直し。政党・民間の政策立案向上。
- 内閣機能 - 総理大臣及び内閣の政治的リーダーシップ強化。副大臣制度の導入、政治的任命職の拡大。
- 政治倫理・国会議員 - 資産公開の徹底、政治的地位利用罪の導入。政治献金の公開・透明化、国から助成を受けている団体の政治献金禁止。議員の定数見直し、永年表彰制度の廃止。
- 選挙制度 - 一票の格差の是正、選挙制度見直し。選挙権・被選挙権年齢の引き下げ、在外投票制度、定住外国人の地方参政権。
- 司法 - 適正で迅速な裁判、裁判官などの増員、法曹養成の充実、手続法の整備、法曹一元化など。法律扶助制度。

その後、次のような政策を掲げるようになった。
- 企業・団体献金を全面禁止し、税額控除やインターネット献金の推進によって個人献金を普及させるとしている。
- 世襲議員の制限。現職の国会議員の配偶者および三親等内の親族が、同一選挙区から連続して立候補することを民主党の内規で禁止している。
- 資産公開の徹底、政治的地位利用罪の導入などにより、政治倫理を確立するなどを基本政策に掲げている[97]。
- 衆議院の比例定数を80議席削減するとしている。
- 選挙権の年齢を18歳に引き下げる方針を固めている。
- 2006年に与党の反対で否決された「インターネット選挙運動解禁法案」を成立させ、政策本位の選挙・カネのかからない選挙の実現を図るとしている。
- 鳩山政権では、地域からの陳情は民主党都道府県連で聞き、党本部幹事長室を通じて関係各省庁に伝えるという仕組みを作った[128]。吉田治副幹事長は、地方県知事からの道路建設などの陳情受け付けの条件として「民主党を選挙で応援すること」を挙げた[129]。
- 2009年9月18日、民主党は政府・与党一元化のため、議員立法を禁止し、政府提出法案を原則とすることを決めたが、議員立法の禁止には至っていない。
- 外国人地方参政権の成立を推進[130]。2009年の第45回衆議院議員総選挙では、鳩山由紀夫内閣は外国人参政権法案の成立を予定したが、鳩山由紀夫内閣の総辞職により頓挫した。後任の枝野幸男幹事長は永住外国人への地方選挙権付与法案（外国人参政権法案）について、早期の提出に慎重な姿勢を示している[131]。

### 難民認定の緩和
先進国中最も冷たいとされる日本の難民受け入れ状況を改善するため、「難民等の保護に関する法律」を制定し、国連難民高等弁務官事務所が認定した難民は原則として受け入れる方針を打ち出していた。
2010年、難民の申請者に申請から六カ月が経過すれば無条件、一律に就労を許可した。しかし実際には難民に該当しないビザなしでの不法就労目的の「偽装難民申請」が相次いだ。そのため、自民党安倍政権時の2015年9月、この規定を見直しししっかりと審査し、該当しない場合には国外退去を求めるようになった。

### 人権
1998年基本政策では、少数民族・被差別部落・在日外国人・障害者・難病患者などへの差別解消、プライバシー保護などを主張していた。人権 - 
人権擁護法案（人権侵害救済法案）など。
警察の取り調べの可視化や証拠開示義務を法制化し、冤罪の防止を図るとしていた。

### 男女共同参画・差別撤廃
- 婚外子（非嫡出子）の相続差別をなくすことをめざし活動を行い、2013年に、婚外子の相続差別撤廃する改正民法が成立した[134]。
- 性同一性障害者の性別変更について、未成年の子供がいてもこれを認めるように法制を見直すとしていた
- 選択的夫婦別姓の早期実現[135]。
- 「離婚後300日以内に誕生した子を前夫の子と推定する」「推定を覆す申し立ては前夫からしか起こせない」とした現行制度により「戸籍のない子」問題が生じている現実を踏まえ、事実上離婚状態にあった期間を勘案して本当の父親を認定できるよう法改正するとしている[135]。
  - 2015年には、これらの問題について最高裁判所が違憲性を判断することとなったことを受け、政調会長の細野豪志が定例記者会見において、「民主党は、選択的夫婦別姓と再婚禁止期間の短縮を含む民法改正案を1998年から2009年まで超党派で提出してきた経緯がある。その経緯も踏まえ、もう一度この問題についてしっかり議論する機会をつくりたい。法務部門で議論が始まると聞いているが、できるだけスピードを上げて民主党としての考え方を提示できるよう努力をしていきたい」と述べた[135]。

### その他
1998年基本政策では、次のような主張をしていた。
- 官と民 - 簡素なルール、官僚は事前調整から事後チェックへ。公務員倫理法、天下り規制強化など[87]。
- 土地 - 保有から利用へ、土地の流動化、有効利用促進[87]。
- 国民生活 - 公平な機会、多様な価値観や個人の尊厳と権利、活力に満ちた社会。少子・高齢社会に備えたセーフティーネット整備、地球環境、人と自然との共生、「安心・安全・ゆとり・豊かさ」[87]。
- 男女共同参画 - 男女の固定役割や差別、不平等の解消。家族法の整備、女性の権利保障、性的いやがらせ防止、女性政策の強化、男女共同参画社会。
- 教育 - 教育の地方分権、価値観や能力の多様性、自立した青少年。30人学級、入試や奨学金の見直し。リカレント教育、コンピュータ教育、国際化対応など。地域学習、子育てネットワーク。
- 科学技術・芸術文化 - 基礎的研究開発や先端技術研究、複合的人文科学研究の推進。多様な芸術文化の活動支援、知的所有権制度の充実。重要文化財の保全。
- 環境 - 環境教育、資源循環型社会。温暖化・環境破壊対策、不法投棄やダイオキシン問題の解決。
- 災害対策 - 大規模災害に対する公的支援。危機管理体制の確立。
- NPO - NPOへの支援。

## 党内対立
民主党には保守系から革新系まで政治的思想の異なる議員が集まっているため、全体の合意は存在しても、個別政策によってはしばしば対立が生じた。また、民由合併から小沢の離党まで、小沢一郎を支持するグループと、小沢に批判的なグループとの対立が根強く存在した。前者については後継の民進党においてますます対立が深刻化して、2017年から2018年にかけて立憲民主党と国民民主党に分裂する根本的な要因となった。

### 具体例
- 小泉政権時代には、小沢一郎を中心とする「対立軸路線（与党に反対的な立場を取り、違いを明確にする）」を主張するグループと、前原誠司を中心とする「対案路線（小泉構造改革の方向性に同調し、改革の速度や手法を競う）」を主張するグループの対立がしばしば指摘された。
- 菅政権発足以降、菅・前原・野田グループに岡田克也を加えた反小沢派と小沢・鳩山グループの親小沢派の対立が激化している。反小沢派は財源不足やねじれ国会などに応じてマニフェストを柔軟に修正していくべきであると主張しているのに対し、小沢らは小沢・鳩山代表時代のマニフェストの堅持を訴えている[136]。
- 2006年10月、北朝鮮が核実験を行った後の朝鮮半島情勢は「周辺事態法」を適用できるかどうかを巡り、「周辺事態法は適用できない」とする小沢ら執行部の見解を発表した。しかし、前代表前原誠司を始め、党内右派から「周辺事態法は適用できる」とする意見表明が行われ、また民主党の外交・防衛部門は、「小沢代表らトロイカ体制の見解は民主党の公式見解ではない」と発表したため、有事に対する対応の不一致が浮き彫りになった。
- 2008年10月、長島昭久が衆議院のテロ防止特別委員会でソマリア沖の海賊対策として海上自衛隊艦艇による民間商船の護衛を麻生太郎首相に提案。麻生首相が賛意を示す一方で、直嶋正行政調会長からは自衛隊海外派遣につながるとして「どういうことなんだ」と詰め寄られた。
- 戦時性的強制被害者問題の解決の促進に関する法律案を積極的に国会に提出し、慰安婦（日本人女性のみ除外）に戦時性的強制被害者と新たな呼称を付すなど共産党や社民党と積極的に共闘する一方で、法案と反対の見解をとり、自民党保守派と呼応する議員連盟「慰安婦問題と南京事件の真実を検証する会」も存在する。
- 鳩山由紀夫・岡田克也をはじめとする主流派が所属する「在日韓国人をはじめとする永住外国人住民の法的地位向上を推進する議員連盟」が永住外国人への参政権を付与する活動を行っているが、反対の見解をとる議員連盟「永住外国人の地方参政権を慎重に考える勉強会」も存在する。
- 同党所属の土屋敬之東京都議会議員は、民主党が政策集に明記している永住外国人への地方参政権付与、選択制夫婦別姓制度、実子と婚外子の相続平等化などについて、「マニフェストにも正直に明記して国民の信を問うべき」と主張し、同党の衆院選マニフェストを「（耐震）偽装マンションのパンフレット」などと揶揄した。民主党東京都連は「党の決定に背く行為」があったとして土屋を党から除籍した[137]。

## 組織

### 党員・サポーター
党員・サポーター制度は2000年党大会で導入され、党ではFAQの中で「党員には規約・組織規則・倫理規則に基づく義務が発生するが、サポーターにはそれがない」と両者の違いを説明していた。
党員の資格は「民主党の基本理念と政策に賛同する18歳以上の日本国民」、サポーターの資格は「民主党を支援したい18歳以上の人間」となっている。2012年9月の規約改正以前は日本に帰化していない在日外国人でも党員になることができたが、改正後は日本国民に限定され、既存の外国人党員はサポーターへ切り替えさせられた。党費は年間6,000円で機関紙「プレス民主」が毎号自宅に郵送される。また党代表選挙に投票できた。
サポーターの会費は年間2000円。サポーターも党が主催する講演会・勉強会・イベント・選挙ボランティアなどに参加できた。2002年の代表選挙では1人1,000円を支払えば誰でも登録・投票できたが、2004年からはその年の5月末時点の登録者が9月の代表選挙に郵便で投票できるようになった。また2012年の党規約改正で外国人サポーターは代表選挙に投票できなくなった。
一般党員の入党・サポーター入会は最寄りの総支部で、地方議員の入党は選挙区を管轄する都道府県総支部連合会がそれぞれ受け付ける。なお国会議員の入党は幹事長が受け付け、役員会と常任幹事会の承認を受ける必要があった。総支部は党費・サポーター会費を受け取った後、その中から一定額を「本部登録料」として都道府県総支部連合会経由で本部に送る。
また自民党の党友組織ないしは政治資金団体である自由国民会議や国民政治協会と異なり、サポーターでも党本部が登録を受け付け管理する仕組みで、党の政治資金団体『国民改革協議会』に個人献金をしただけではサポーターとみなされない。ちなみに党所属国会議員にはサポーターを集めるノルマが課せられ、達成できない者は幹事長厳重注意処分が行われる。
党員・サポーターの人数は合わせて、2004年度は約11万人、2005年度は約15万7000人、2006年度は約24万4000人、2007年度は約20万1000人、2008年度は約26万9000人、2009年度は約26万3700人、2010年度は34万2493人、2011年度は30万3219人、2012年度は32万6974人、2013年度は21万8508人、2014年度は23万2757人、2015年度は23万3100人という推移であった。

### 学生組織
青年局学生部 (CDS) が存在する。

### 地方組織
衆議院の小選挙区、参議院の選挙区ごとに総支部（そうしぶ）、基礎自治体ごとに行政区支部（ぎょうせいくしぶ）を擁していた。この他、自民党の職域支部に相当する任意の組織を置くことができ、都道府県ごとにこれら支部を束ねる連合会を設置していた。この連合会のことを「民主党○○県総支部連合会」といい、県連（けんれん）と略していた（東京都・大阪府・京都府・北海道はそれぞれ都連（とれん）、府連（ふれん）、道連（どうれん）と略す）。
県連代表は現職国会議員が就くのが基本だったが、県内の衆議院小選挙区に議員がおらず（空白県）、衆議院比例代表にも地元出身者がいない場合は次の国政選挙の公認予定者を就かせることもできた。設立および代表の選任手続きは事前に党本部に通知して幹事長の許可を得た上で、役員会と常任幹事会の承認を得ることが必要となる。

#### 総支部
民主党の総支部は、自民党の選挙区支部に相当し、現職国会議員・次回国政選挙公認予定者の活動を支える組織となっていた。
参議院選挙区選挙の当選者と次回立候補予定者は、都道府県連の下に置かれる「参議院選挙区総支部」の支部長となる。衆議院比例代表単独で立候補し当選した議員、および参議院比例区選出議員、次回立候補予定者は出身都道府県ごとに置かれる衆参両院どちらかの「比例区総支部」に所属しその支部長となる。なお総支部長が国政選挙で落選、もしくは離党、除籍処分により党籍を失った場合は、県連代表または同県出身の他の現職国会議員を暫定総支部長とすることができる。その後、当該選挙区の次回立候補予定者が決まった場合は予定者が総支部長に就任する。

#### 行政区支部
行政区支部は自民党の地域支部に相当し、地元の選挙区選出の都道府県議会議員と、その地域の基礎自治体議会の議員が所属する。原則として1つの基礎自治体につき一つの支部（「地域型行政区支部」）とするが、複数設置することが党勢の拡大に寄与すると判断される場合は、都道府県・政令市議会議員の選挙区を単位とする行政区支部（「地方自治体議員型行政区支部」）を議員1人につき1つ設置することができる。地域型・自治体議員型のどちらの行政区支部も総支部の国会議員や公認予定者と緊密な連携を取る。

#### 県連・総支部傘下の任意組織
自民党の職域支部に相当する組織として、都道府県総支部連合会または総支部の下に任意の組織を作ることができるとされている。

### 本部
民主党本部は、東京都千代田区永田町にある『三宅坂ビル』の一部を間借していた。2009年の総選挙で政権与党の座に就いたことから来客が多くなり、党本部の手狭さが大きな悩みとなっているが、2012年に政権を手放し、2016年に民進党に改組した後も移転は実現できていない。

### 内規

#### 勝てる候補者
民主党2005年総選挙での惨敗を受け、衆院小選挙区で「勝てる候補者」を育てることを狙って公認内定基準を定めてきた。全般的に自民党の公認内定基準よりも厳しく設定されているが、党本部による裁量の余地も残っていた。
2009年総選挙以降に初めて立候補する新人は、公認内定時に59歳以下でなければならず、なおかつ小選挙区で2回連続敗北した場合、その2回のうち1回比例復活当選していたとしても、以後民主党の公認を受けることができなくなる。第45回総選挙以前に当選経験のある者が第46回以降の総選挙で比例復活できずに落選して元職となった場合は、内定時に64歳以下であれば次回総選挙での公認を得られ、また小選挙区で3回連続までの敗北が許される。
比例代表選挙の候補者は、比例単独か重複立候補かに関係なく公認内定時に69歳以下とする。

#### 世襲制限
同じく第45回総選挙以降、世襲政治家制限の一環として内規において選挙区の候補について配偶者および三親等内の親族が当該議員と同一選挙区から連続立候補をする場合は新規に国政参入する新人については公認候補としないことを決めた。なお、第45回総選挙で福島1区から当選した石原洋三郎は父が2003年まで福島1区選出の衆議院議員であった石原健太郎であるが、6年間の空白がありこの間に総選挙も1回行われている。この結果、元職者の一親等の親族が元職者と同一の選挙区に立候補するのであれば、最低6年の空白を設けることで認められるという慣習が確立した。

国会議員の公設秘書に配偶者を新規採用することは2004年（平成16年）に法律で禁じられたが、民主党では透明性確保に向けた取り組みをアピールするため、「三親等以内の親族」を公設秘書に採用することを禁止した内規を設けた。ところが第45回総選挙で多くの新人議員が誕生したことで秘書に採用できる人材が不足したため、2009年9月15日の常任幹事会で「一親等以内の親族」に緩和することを決定した。

## 役職

### 主な役職
民主党の主な役職には以下の通り（解散時点）
- 顧問
- 最高顧問
- 代表
- 代表代行
- 副代表
- 幹事長
- 幹事長代理
- 役員室長
- 政策調査会長
- 政策調査会長代理
- 国会対策委員長
- 国会対策委員長代理
- 参議院議員会長
- 参議院幹事長
- 参議院国会対策委員長
- 常任幹事会議長
- 男女共同参画推進本部長
- 選挙対策委員長
- 総務委員長
- 国際局長
- 財務委員長
- 組織委員長
- 広報委員長
- 企業団体対策委員長
- 青年委員長
- 国民運動委員長
- 両院議員総会長
- 代議士会長
- 中央代表選挙管理委員長
- 倫理委員長

## 政党交付金
- 2009年 - 136億6065万円
- 2010年 - 172億9700万円
- 2011年 - 168億2588万円
- 2012年 - 165億430万円

## 党勢の推移

### 衆議院
| 選挙       | 年     | 代表       | 当選/候補者 | 定数 | 議席占有率 | 得票数（得票率）     | 得票数（得票率）     | 備考       |
| 選挙       | 年     | 代表       | 当選/候補者 | 定数 | 議席占有率 | 選挙区               | 比例代表             | 備考       |
| ---------- | ------ | ---------- | ----------- | ---- | ---------- | -------------------- | -------------------- | ---------- |
| （結党時） | 1998年 | 菅直人     | 98/-        | 500  | 19.60%     |                      |                      |            |
| 第42回     | 2000年 | 鳩山由紀夫 | 127/262     | 480  | 26.46%     | 16,811,732（27.61%） | 15,067,990（25.18%） | 追加公認+2 |
| 第43回     | 2003年 | 菅直人     | 177/277     | 480  | 36.88%     | 21,814,154（36.66%） | 22,095,636（37.39%） | 追加公認+3 |
| 第44回     | 2005年 | 岡田克也   | 113/299     | 480  | 23.54%     | 24,804,786（36.44%） | 21,036,425（31.02%） |            |
| 第45回     | 2009年 | 鳩山由紀夫 | 308/330     | 480  | 64.16%     | 33,475,334（47.43%） | 29,844,799（42.41%） |            |
| 第46回     | 2012年 | 野田佳彦   | 57/267      | 480  | 11.88%     | 13,598,773（22.81%） | 9,628,653（16.00%）  |            |
| 第47回     | 2014年 | 海江田万里 | 73/198      | 475  | 15.37%     | 11,916,836（22.51%） | 9,775,991（18.33%）  |            |

### 参議院
| 選挙       | 年     | 代表       | 当選/候補者 | 非改選 | 定数 | 議席占有率 | 得票数（得票率）     | 得票数（得票率）     | 備考       |  |
| 選挙       | 年     | 代表       | 当選/候補者 | 非改選 | 定数 | 議席占有率 | 選挙区               | 比例代表             | 備考       |  |
| ---------- | ------ | ---------- | ----------- | ------ | ---- | ---------- | -------------------- | -------------------- | ---------- |  |
| （結党時） | 1998年 | 菅直人     | 38/-        | -      | 252  | 15.08%     |                      |                      |            |  |
| 第18回     | 1998年 | 菅直人     | 27/48       | 20     | 252  | 18.65%     | 9,063,939（16.20%）  | 12,209,685（21.75%） | 追加公認+7 |  |
| 第19回     | 2001年 | 鳩山由紀夫 | 26/63       | 33     | 247  | 23.89%     | 10,066,552（18.53%） | 8,990,524（16.42%）  | 追加公認+1 |  |
| 第20回     | 2004年 | 岡田克也   | 50/74       | 32     | 242  | 33.89%     | 21,931,984（39.09%） | 21,137,457（37.79%） | 追加公認+2 |  |
| 第21回     | 2007年 | 小沢一郎   | 60/80       | 49     | 242  | 45.04%     | 24,006,817（40.45%） | 23,256,247（39.48%） | 追加公認+4 |  |
| 第22回     | 2010年 | 菅直人     | 44/106      | 62     | 242  | 43.80%     | 22,756,000（38.97%） | 18,450,139（31.56%） |            |  |
| 第23回     | 2013年 | 海江田万里 | 17/55       | 42     | 242  | 24.38%     | 8,646,371（16.29%）  | 7,134,215（13.40%）  |            |  |

（一部、山口二郎による加筆）『戦後政治史』2004年8月、岩波書店・岩波新書、ISBN 4-00-430904-2）
- 当選者に追加公認は含まず。追加公認には会派に加わった無所属の議員を含む。
- 『戦後政治史』にない追加公認は2 国会議員会派別議員数の推移（召集日ベース）（衆議院）、(2) 参議院（2002年まで）、(2) 参議院（2004年まで）にある、選挙直後の国会召集日の会派所属者数から判断した。ただし、第20回通常選挙直後の召集はなく、国会の記録は、副議長就任による党籍離脱が行われたあとで-1となっている。

### 所属国会議員
自民党は1955年の結党以来、国政選挙の選挙区の公認候補の当選を47都道府県全てで経験しているが、民主党は1998年の結党から2016年の改名までの間に福井県・島根県・宮崎県の3県で国政候補の当選者が出なかった。ただ、国会議員数では、一貫して自民党に次いで第2党の座を占めていた。

### 政党収入額
- 2010年 - 362億0,659万円

## 支持層

### 政党支持率の推移
2007年参院選までは、民主党の政党支持率は自民党と比べ上下変動が大きく、国政選挙の直前に急上昇する傾向が見られた。各種全国紙の世論調査では大体15%前後で推移していたが、朝日新聞の調査では2003年総選挙前に20%台まで上昇した。また同調査で2004年参院選・2007年参院選前には30%台まで急上昇し、自民党支持率を逆転するまでに至った。しかし一方で、選挙後は選挙前の水準まで下がるのが一般的であった。また堀江メール問題など党内不祥事が起きると平時よりも政党支持率が一段と下落していた。
年齢別に見ると、結党後しばらくは20〜40代の世代に強い支持を集めていたが、自由党と合併し小沢一郎の代表就任後は50〜60代の中高年層・保守層などにも支持を広げた。性別で見てみると、女性議員の数は自民党より多いにもかかわらず、女性層の支持は男性層より少ない。
2007年参院選後は、選挙後に支持率が急降下する現象が発生じず、各種世論調査で20%以上の支持率を維持した。このため、選挙後もおおむね自民党を上回る支持率を維持していた（両党の党首交代の前後には支持率が逆転することもあった）。その後、政権に混乱が相次ぎ、支持率は再び低迷、第46回衆議院議員総選挙で敗北を喫し、自民党が政権を再奪還したが、その間に自民党との支持率の差は大きく開くに至った。

### 都市部優位からの変化
かつての民主党は、 都道府県庁所在地などの都市部での支持が圧倒的に強い傾向があった（1区現象）。ところが、2005年総選挙では、民主党が都市部で議席を大きく失い、大敗北を喫した（「逆1区現象」）。これは、自民党が、地方を軽視する傾向にあったものの、「小泉劇場」「刺客選挙」で増幅され続けた首相・小泉への個人的人気（小泉旋風）により、特に都市部において自民党候補への票が圧倒的に増加したことが原因とされている。
その後、小沢が代表に就任すると地方・農村部で民主党が健闘するケースも見られた。小沢は2007年参院選に備え、自ら参議院一人区を重点的に回り、自民党の支持基盤を切り崩した。その結果、安倍内閣の不祥事もあり（新聞各紙のアンケート調査）、地方で民主党への着実な支持が新たに広がり、参議院一人区で民主党公認候補が17勝6敗（野党系無所属候補を合わせて23勝6敗）という大躍進が実現した。
その後、政権交代を実現した 2009年総選挙では、民主党が都市部において支持を挽回し自民党を圧倒する一方、西日本の農村部を中心に自民党が議席を守るといった傾向が顕著となった。

### 政権交代後
政権交代後初の大型国政選挙である2010年参院選では、一人区で8勝21敗と大敗したことが響き、比例代表の獲得議席で自民党を上回ったものの、改選議席を大きく下回る結果となった。その後の統一地方選でも敗北。
2012年12月の2012年総選挙では、ほとんどの小選挙区で自民党に塗り替えられる「振り子現象」が起きた。2014年総選挙では多少回復したものの自民党が前回衆院選で獲得した小選挙区の多くを死守し、第18回統一地方選挙においては、大阪で議席を大幅に失うなど敗北を重ね、同年の山形市長選挙でも1966年以来非自民系が守ってきた山形市長を自民推薦の候補に明け渡すなど、党勢回復には至らなかった。

### 地方政治における勢力
民主党は、愛知県・北海道などの旧社会党・旧民社党系の組織がそのまま参加した地域を除き、地方組織がほとんどない状態でスタートした。そのため、国政の議員数の割に地方議員数が少ない状態が続いていた。しかし、複数の国政選挙の経験や代表・小沢一郎の方針により、地方組織の充実のため地方議員を増加させることが党の課題とされた。2007年の統一地方選挙がその試金石であった。
統一地方選挙の前哨戦と言われた2006年12月10日投開票の茨城県議選で、保守王国（自民王国）である茨城において、水戸市・日立市で民主党議員がトップ当選し、県南地域の土浦市でも民主党が議席を獲得した。2007年4月8日実施の第16回統一地方選挙では、小沢の地元である岩手県で達増拓也が県知事に当選したほか、道府県議会選挙では都市部を中心に躍進し、埼玉・千葉・神奈川・愛知といった大都市圏の県議会で大幅に議席を増やした。また、政令指定都市の市議選でも、札幌市・名古屋市などで議席数が自民党を上回り、仙台市などでは自民党に1議席差まで迫った。議員定数の少ない選挙区でも、民主党新人が自民党の大物議員に競り勝った。
2007年4月22日実施の特別区議選では43議席増、市町村議選でも一般市議選で82議席を増やしており、地域での基盤の充実の方針が成果を収めつつあったと考えられる。しかし、市区町村地方議会議員の数では、公明党・日本共産党と比べると少なく、社民党よりも議員の数が少ない地域もあった。
その後は2008年9月の麻生太郎の首相就任後、自民・民主両党が対決した知事選・政令市長選など7つの大型地方選で5勝した後、2009年7月12日に行われた東京都議会議員選挙では自民党を44年ぶり第一党から転落させ、都議会第1党に躍進するなど着実に地方での支持を拡大させた。
政権交代後は、地方組織の弱さや政権への不信が露呈し、民主党推薦・支持の候補者落選が相次いだ。第17回統一地方選挙の前哨戦として注目された2010年11月14日投開票の福岡市長選。12月12日投開票の茨城県議会選 。12月18日投開票の和歌山知事選、金沢市長選、さらには菅直人首相の「おひざ元」西東京市市議選など重要な選挙で敗北を重ねた。その他に、2011年2月6日の名古屋市長選・愛知県知事選および同年3月13日の名古屋市議会議員選では元民主党の河村たかしが結成した減税日本公認・推薦の候補者が大量に当選したのに対し、既成政党の候補者は民主党を中心に落選が相次いだ（候補者を絞った公明党を除く）。
第17回統一地方選挙では、先の震災・原発事故対応に対する批判や地域政党躍進、自民党の復権に追い立てられ事実上の惨敗に終わったとされる。
2012年衆院選以降は党勢衰退が顕著になり、2013年東京都議選で議席が大幅に減るなど、地方政治でも民主党凋落の影響が色濃く出ている。

### 主な支持団体
|             | 団体                  | 備考 |
| ----------- | --------------------- | --- |
| 労 働 組 合 | 連合                  | 2005年11月、組合員数約670万人。民主党の最大の支持基盤（一部地方では社民党支持） かつての社会党-総評ブロック、民社党-同盟ブロックに見られた「運命共同体」と呼べるほどの密接さは民主党-連合には存在しない 連合傘下の有力単産は、政治的影響力を行使するため、民主党を中心に組織内候補を擁立し、国政に送り込んでいた 議員を送り込んでいた主な連合傘下組合は次の通り。 - UIゼンセン同盟：日本最大の単産として強い影響力を持ち、高木剛会長他、連合に多数の役員を輩出。民主党には、柳澤光美を組織内議員として送り込んだ - 自治労 ：政府が進める公務員制度改革に対しては「民主的な改革」特に労働基本権の回復に注力。主に民主党を支持。相原久美子・江崎孝（自治労特別中央執行委員）ら多くの民主党国会議員を輩出 - 自動車総連：組織内議員として、直嶋正行・礒﨑哲史を擁した - JAM：組織内議員として津田弥太郎を擁した - 日教組：政治団体・日政連を通じ、那谷屋正義（日教組教育政策委員長）らを政界に送り込んだ - 基幹労連：組織内議員として高木義明、準組織内議員として柳田稔を擁した - 情報労連：組織内議員として田嶋要・吉川沙織・石橋通宏、準組織内議員として横路孝弘・山井和則を擁した - 電力総連：電力会社の労働組合の連合体で国政・地方選で多くの候補を輩出。組織内議員として浜野喜史（関西電力総連）・小林正夫（関東電力総連）がいた - その他の単産：JP労組・JR連合など、連合傘下の有力単産が組織内議員を擁した |
| 宗 教 団 体 | 立正佼成会 （新宗連） | 以前は自民党を支持していたが、自民党が公明党（創価学会系）と連立政権を組むようになったため、実質的に民主党支持にシフトした。 2005年衆院選では自民党16名に対し、民主党167名を推薦した。2004年参院選では藤末健三・白眞勲が、2007年参院選では風間直樹・大島九州男が民主党から組織内候補として出馬し、4名とも当選。2010年参院選・2013年参院選でも両名は再選。 |
| 宗 教 団 体 | その他                | 浄土真宗・天理教・崇教真光・世界救世教・いづのめ教団が組織内議員を擁している 参議院選挙で曹洞宗・日蓮正宗も組織内候補を擁立したが、落選した |
| 業 界 団 体 | 全日遊連              | 娯楽産業健全育成研究会の議員を通じ、パチンコ業界と関係を築いた 娯楽産業健全育成研究会は2005年6月、換金を合法化する『遊技場営業の規制及び業務の適正化等に関する法律案大綱』という法案を作成。 |
| 業 界 団 体 | 日遊協                | 娯楽産業健全育成研究会の議員を通じ、パチンコ業界と関係を築いた 娯楽産業健全育成研究会は2005年6月、換金を合法化する『遊技場営業の規制及び業務の適正化等に関する法律案大綱』という法案を作成。 |
| そ の 他    | 部落解放同盟          | 民主党の関連団体（民主党ホームページ）。 2004年、部落解放同盟中央書記長松岡徹が民主党から参院選に出馬し、当選。彼は民主党『次の内閣』ネクスト法務副大臣（2007年9月就任）となっていたが2010年の参院選で落選。。また、衆院選挙では組織内候補として松本龍（部落解放同盟副委員長）、中川治（部落解放同盟大阪府特別執行委員）を当選させた |
| そ の 他    | 民団                  | 地方外国人参政権の獲得を目的に民主党・公明党の支援を表明 小沢一郎もそれに謝意を表明し、帰化した韓国系日本人の支援を期待していると発言した。また民主党を応援しようという団員からの投稿が機関紙に掲載されたこともあり、2004年参院選にて民主党から比例区で出馬した白眞勲は当選直後に民団へ行き「参政権運動にともに邁進しよう」と挨拶をした。2007年の参院選では、在日2世（2005年帰化済）の金政玉（民団葛飾支部国際課長）が民主党から出馬したが落選。 |

## キャッチコピー
以下のキャッチコピーを使用していた。
| 年              | キャッチコピー                                                                                 | 代表       |
| --------------- | ---------------------------------------------------------------------------------------------- | ---------- |
| 1998年 - 1999年 | 「私は変えたい。」 「変えよう！今すぐ！」                                                      | 菅直人     |
| 1999年 - 2002年 | 「すべての人に公正であるために。」 「チームで改革活動中。」 「日本の政治を根っこから変える。」 | 鳩山由紀夫 |
| 2002年 - 2004年 | 「つよい日本をつくる。」                                                                       | 菅直人     |
| 2004年 - 2005年 | 「まっすぐに、ひたむきに。」「日本を、あきらめない。」 「政権交代。」 「公約実行。」           | 岡田克也   |
| 2005年 - 2006年 |                                                                                                | 前原誠司   |
| 2006年 - 2009年 | 「国民の生活が第一。」 「生活維新。」                                                          | 小沢一郎   |
| 2009年 - 2010年 | 「国民の生活が第一。」 「政権交代。」                                                          | 鳩山由紀夫 |
| 2010年 - 2011年 | 「国民の生活が第一。」 「元気な日本を復活させる。」 「民力結集。」                             | 菅直人     |
| 2011年 - 2012年 | 「ひとつひとつ、乗り越えていく。」 「動かすのは、決断。」 「今と未来への責任。」               | 野田佳彦   |
| 2012年 - 2014年 | 「暮らしを守る力になる。」 「生活者起点」 「再び、地域から」 「いまこそ、流れを変える時。」    | 海江田万里 |
| 2014年 - 2016年 | 「生活起点。」 「地域起点。」 「直球勝負。」                                                   | 岡田克也   |

## ロゴマーク

民主党ロゴマーク

赤い2つの円が描かれた民主党のロゴマークは、1998年4月に発表された。デザインは浅葉克己によるもので、白地に一つの赤色の真円と、もう一つの赤色の歪んだ円とを、上下に少しだけ重なるように並べて配置し、その2つの円の重なった部分だけは素地と同じ白色にしたものとなっている。
2つの円は「民の力」の結合を象徴的に表しており、下側の円の輪郭線が曲線でないのは、円がみなぎる力で動いたり、育ったりして、生命体のように成長しつつ、融合して新しい形を生み出す様子を表している。また、結党当時の代表・菅直人によると、「今は完全ではないが、雪だるまも転がしているうちに大きくきれいな球に育つ」という思いを込めたものだと解説している。

### 国旗切り張り問題

2つの国旗を切り張りして作成し掲げられたという民主党の党旗（イメージ図）

2009年8月8日に鹿児島県霧島市で開かれた皆吉稲生の第45回衆議院議員総選挙立候補予定者集会で、党代表代行の小沢一郎も席を並べたそのステージ上に、国旗2枚を裁断して支持者が作成したとされる党旗が掲げられた。民主党の陣営の説明によれば、「熱心な支持者」が自作して持参した党旗であり、それが2枚の日本の国旗を縫い合わせたものだとは気づかなかったと民主党側は発表した。
この8日の集会終了時に既にマスコミ関係者から、国旗で作った民主党党旗を問題視する声が出ていたが、公示日前日となる同月17日に開催された党首公開討論会において内閣総理大臣で自由民主党総裁の麻生太郎がこれを取り上げたことで、世間に広く知れ渡ることになった。麻生は、会場に掲げられた民主党の党旗は「よく見ると、国旗を切り刻んで上下につなぎ合わせていた。民主党のホームページにも載っている。とても悲しい、許し難い行為だ」と批判した。
これを受けて民主党代表の鳩山由紀夫は、その場で「そんなけしからんことをやった人間がいるとすれば、大変申し訳ない」と謝罪し、「我々の神聖なマークなので、マークをきちんと作らなければならない話だ」と述べた。同日、民主党の公式ホームページから、集会場の模様が撮られた画像が全て削除された。
8月18日、皆吉稲生は予定通り衆院選に立候補し、出陣式で「国旗の使用方法としては不適切で深くおわびする」と謝罪した。同日、幹事長の岡田克也が皆吉を口頭注意した。皆吉の後援会は、党本部や県連および支援団体に「国旗の尊厳をおとしめる意図は全くなく、主催者の不手際が原因」と謝罪する文書を送付した。
麻生は事件以降、衆院選遊説中に、「日の丸をひっちゃぶいて（引き破いて）、2つくっつけた。日の丸をふざけたような形で利用するなんてとんでもないと、もっと怒らにゃいかんのです」と批判を繰り返し、他にも自民党のホームページや選挙パンフレットに批判を掲載して民主党へのネガティブ・キャンペーンに使用した。
櫻井よしこは、大韓民国では「法律で国旗を手厚く守っている」ことを挙げ、「国旗を無惨に切り裂いた行為を取り立てて問題だと思わない民主党の面々と多くの日本人」を非難し、「おかしな日本の姿がくっきり浮かんだ『事件』だった」と評した。
産経新聞は、社説「主張」および「産経抄」にて、「（国旗切り張りは）明らかに国旗に対する侮辱である」と非難。また、党代表代行の小沢一郎まで出席し、党のホームページにその写真が載っていながら、指摘されるまで党内で問題にされなかったことを問題視した。さらに、国旗国歌法の成立に反対してきた民主党の旧社会党議員や、国旗国歌に反対してきた日本教職員組合が民主党の支持母体の一つであり、多くの議員を民主党に送り込んでいることを挙げて、それがこの「事件」と無関係ではないとし、民主党の大会でも国旗が掲げられていないと指摘した。

## 訴訟
2009年6月12日、堀江貴文元ライブドア社長から、民主党による偽メール問題で名誉を傷つけられたとして、損害賠償と謝罪広告を求める民事訴訟を東京地方裁判所に起こされた。同年12月30日、民主党側が堀江に謝罪し、300万円を支払うことで和解が成立した。